# Várzea Grande (Mato Grosso)
Várzea Grande (informalmente referida pelo acrônimo VG)  é um município brasileiro do estado de Mato Grosso. Situada à margem direita do Rio Cuiabá, está 7 km a oeste da capital mato-grossense e ocupa uma área de 938,057 km². Pertence à Região Metropolitana do Vale do Rio Cuiabá e as regiões geográfica intermediária e imediata de Cuiabá. Sua população conforme estimativa populacional em 2024, era de 314 627 habitantes, sendo a segunda cidade mais populosa do estado, a 7º mais populosa da região Centro-Oeste e a 93° mais populosa do país.
Possuí o quarto maior Produto Interno Bruto de Mato Grosso, ficando atrás de Cuiabá, Rondonópolis e Sorriso, tendo importante atividade econômica nos setores industrial e comercial, a cidade é um dos mais importantes polo atacadista e turístico do estado. Com uma taxa de urbanização da ordem de 98,46%, o município contava, em 2009, com 51 estabelecimentos de saúde. O seu Índice de Desenvolvimento Humano (IDH) é de 0,734 (2010), considerando como alto pelo Programa das Nações Unidas para o Desenvolvimento (PNUD) sendo o decimo terceiro entre os municípios mato-grossense.
Várzea Grande foi fundada em 1867 pelo presidente da província do estado, o Brigadeiro José Vieira Couto de Magalhães, como um acampamento militar da Guerra do Paraguai, para dar suporte aos paraguaios residentes na região de Cuiabá. Com o fim do conflito, formou-se o povoado composto por soldados e cidadãos paraguaios e vaqueiros, sendo em 4 de junho de 1874 foi inaugurada uma balsa, a primeira ligação da região à capital. Em 1896 torna-se distrito de Cuiabá e tornando-se município em 23 de setembro de 1948. Nas décadas de 1960, 1970 e 1980, com uma política de incentivos fiscais e doações de áreas por parte da prefeitura e do Governo do Estado, foram atraída indústrias de bebidas, frigoríficos e madeireiras, tornando a cidade no maior polo industrial de Mato Grosso.
Atualmente, encontra-se sob conurbação com a capital Cuiabá, tendo 6 pontes (Julio Muller, Ponte Nova, Juscelino Kubitschek, Sérgio Motta, Mário Andreazza e Sarita Baracat) como principal meio de deslocamento a cidade pelo Rio Cuiabá e também sendo considerada  "porta de entrada" para a Amazônia Legal, por estar próxima a Rodovia dos Imigrantes (trecho das BR-163 e BR-364) e a BR-070. Na cidade abriga o principal aeroporto do estado, o Aeroporto Internacional Marechal Rondon (IATA: CGB, ICAO: SBCY), serve a Cuiabá e sediará o Parque Tecnológico Mato Grosso.

## Etimologia
Segundo o professor e historiador José Wilson Tavares em sua obra "Várzea Grande: História  e Tradição", o nome da cidade deve sua origem ao período em que criadores de gado dos municípios de Poconé e de Nossa Senhora do Livramento utilizavam a região como ponto de referência, pois lhes oferecia desde dormitórios até caminhos para viagens para o norte e o oeste do estado. Por estar localizada próxima à várzeas, (em períodos de cheia se elevava a 185 metros acima do nível do mar) a denominaram de Várzea Grande, devido a sua extensão.

## História

### Fundação

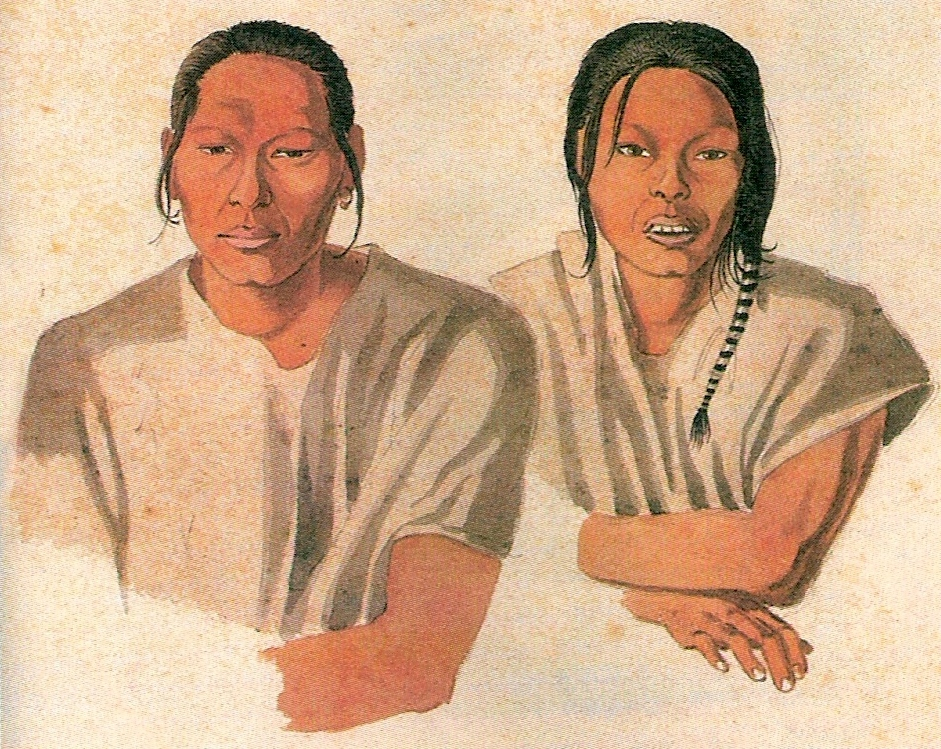
Índios Guanás, primeiros habitantes da região.

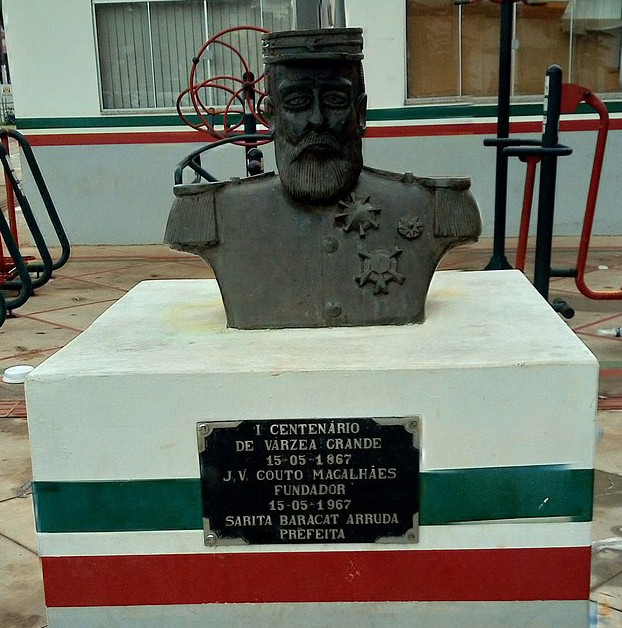
Busto do Brigadeiro José Vieira Couto de Magalhães, considerado fundador do município.

A região do atual município de Várzea Grande surgiu em 1832, quando o governo imperial doou uma sesmaria a tribo indígena Guanás: Índios considerados mansos pelos portugueses e hábeis canoeiros e pescadores, foram os precursores da atividade econômica da região e também da indústria manual com a confecção de redes grosseiras e da produção da cerâmica. Possuindo como base o comércio de troca e o cultivo da terra na virada dos séculos XIX e XX, foi o caminho obrigatório das boiadas que vinham de Rosário do Rio Acima (atual município de Rosário Oeste) a caminho de Cuiabá. Muito tempo depois, a região passou a ser um importante fornecedor de redes grosseiras e carne seca, produto muito apreciado por aventureiros que nesta região passaram a criar gado na região do atual distrito da Praia Grande e ao sul de Nossa Senhora do Livramento.
Na localidade houve a exploração da mineração, iniciada pelo bandeirante sorocabano Miguel Sutil com a garimpagem do ouro em córregos e encostas na região do Morro Vermelho, mas não logrou êxito. Essa região apenas possibilitou uma localização estratégica com acesso ao norte para as regiões dos atuais municípios de Diamantino e Rosário Oeste.
Em 15 de maio de 1867, durante a Guerra do Paraguai, o presidente da província de Mato Grosso, Brigadeiro José Vieira Couto de Magalhães, mandou construir o Acampamento Magalhães na margem direita do Rio Cuiabá, com o objetivo de dar suporte aos cidadãos paraguaios que viviam na região de Cuiabá. Além disso, colocou um corpo de guarda à disposição da população, já que Várzea Grande era um ponto estratégico.

### Pós-Guerra

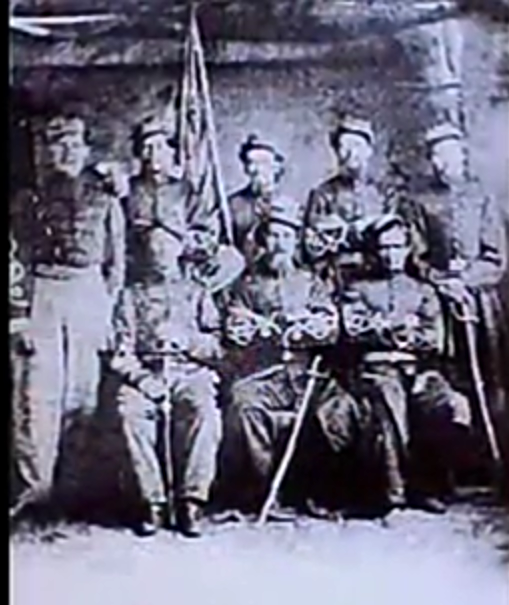
Cidadãos paraguaios residente em Cuiabá.

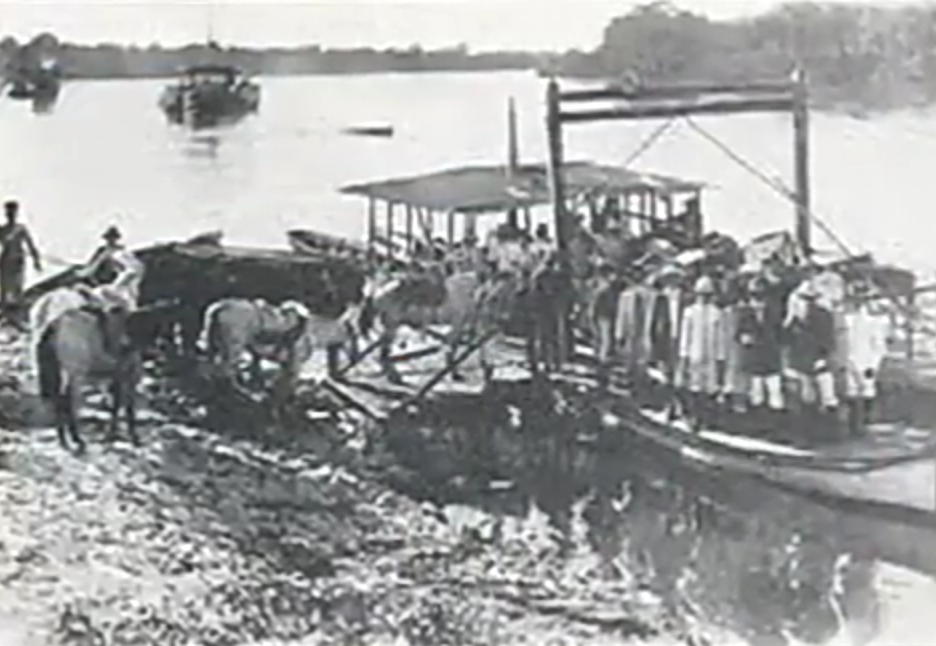
Barca Pêndulo, a primeira ligação de Várzea Grande a Cuiabá.

Com o fim do conflito, os remanescentes do acampamento militar tiveram a fixação imediata ocorrida por um período de 2 anos, sendo fundado o novo povoado. Em 1870, os destacamentos foram enviados de volta para Cuiabá. O povoado de Várzea Grande foi formado por três tipos de pessoas: soldados, prisioneiros paraguaios e vaqueiros.
Com as primeiras crianças locais, o governo contratou a primeira pessoa para lecionar: Mestre Bilão. A produção de carne seca levou os moradores aproveitando o couro para a confecção de artigos para montaria: arreamentos, caronas, cordas, laços, moitos, peias, sogos e tropins, produzidos sob encomenda para proprietários de terras de Nossa Senhora do Livramento e de Poconé. No mesmo período, também foram formados os elementos da cultura local, como o ritmo musical rasqueado.
Em 4 de junho de 1874, é inaugurado o primeiro meio de transporte direto para Cuiabá: a Barca Pêndulo, uma balsa que fazia a travessia do Rio Cuiabá, dirigida por Luiz Monteiro de Aguiar (concessão dada pelo presidente da província, José Miranda Reis). Sua inauguração contou com a presença de parte da população de Cuiabá, com bandeirolas, foguetes, girândolas, roqueiras, canhões e a banda do Arsenal de Guerra.
Em abril de 1886, o povoado foi elevado a Paróquia. Em 1890, Sebastião dos Anjos e Elesbão Pinto iniciaram uma revolução religiosa, que levou à construção da Igreja de Nossa Senhora da Guia, que foi inaugurada em 1892.
Em abril de 1896, foi elevada a distrito de Cuiabá e possuía duas escolas, uma urna para eleitores, uma sub-delegacia e um cartório. Nesse período, se envolveu na revolução de Totó Paes contra as tropas de Generoso Ponce, quando o clima de terror e a crise política fez com que muitas famílias procurassem outras localidades.
Em 1906, ocorreu um rápido crescimento de população, que deu origem a povoados como São Gonçalo, Bonsucesso e Capão Grande. Em 1920, o então distrito de Várzea Grande recebia investimentos governamentais, sobretudo na área educacional. Contava com banda, orquestra e o teatro de Adalgisa de Barros.
Em 1938, a prefeitura de Cuiabá cedeu um terreno que Abelardo Ribeiro de Azevedo distribuiu entre os moradores, para a formação da Colônia de Trabalhadores (que hoje engloba Córrego de Areia, Lagoa dos Patos e Capão de Negro). Também formou-se, nesse período, o quilombo Capão de Negro.

### Emancipação e Desenvolvimento

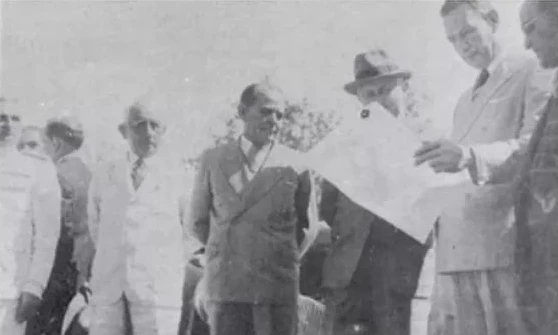
Da esquerda para a direita: Cândido Rondon, governador Arnaldo Estêvão de Figueiredo, Eurico Gaspar Dutra e Filinto Muller. Cerimônia de instalação do município de Várzea Grande em 1949.

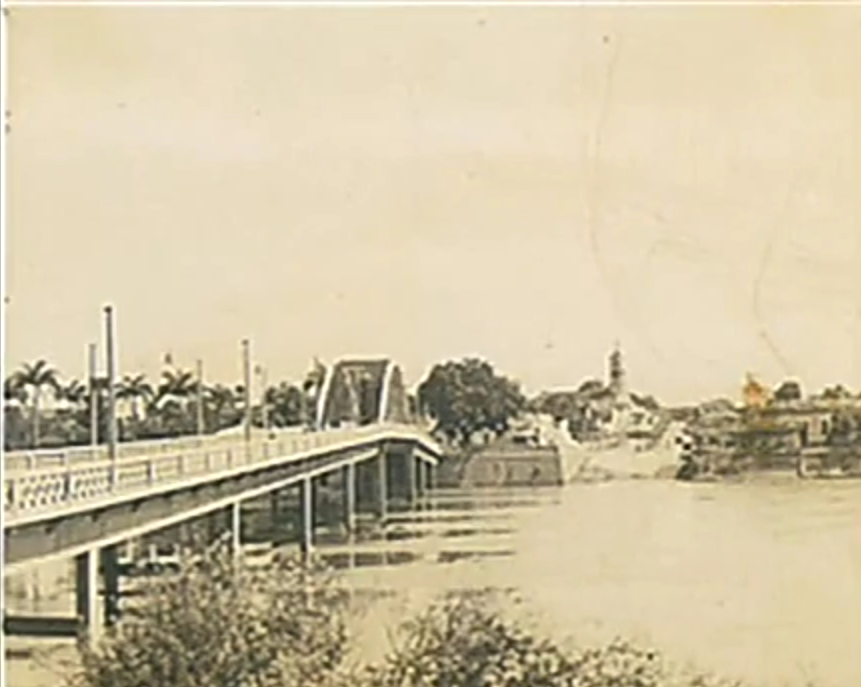
Ponte Julio Muller, ligação de Várzea Grande a Cuiabá em 1942.

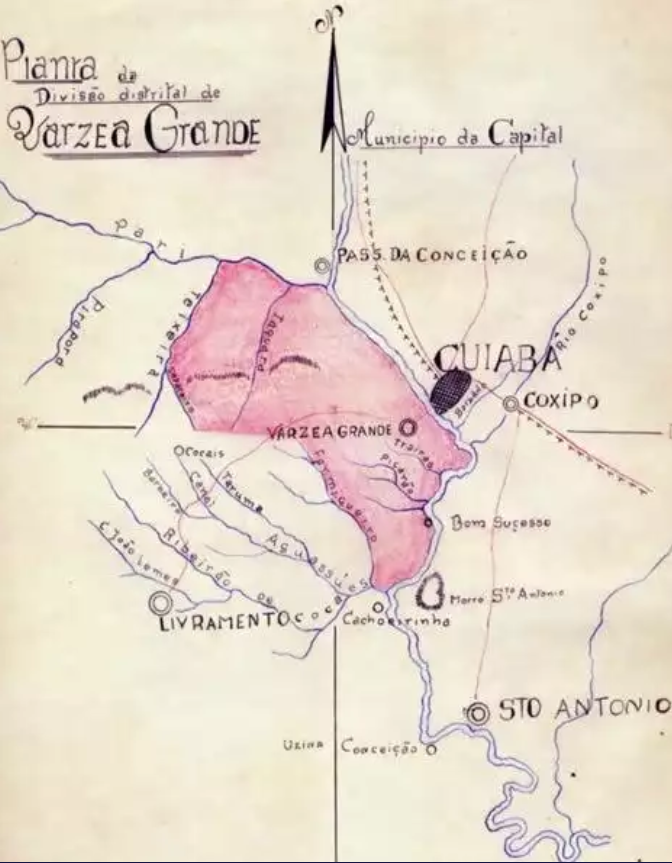
Planta de divisão distrital de Várzea Grande em 1949.

Em janeiro de 1942, a Ponte Julio Muller foi inaugurada, ligando o terceiro distrito (atual bairro Alameda) e os distritos de São Gonçalo do Pedro II e Porto, em Cuiabá. A ponte em estilo Art Déco tem 224 metros de comprimento, 60 metros de pista e passeio público, e 40 metros para navegação. Em 1945, a energia elétrica chegou à localidade, sendo o terceiro distrito de Cuiabá a recebê-la.
Em 1948, com o decreto de lei estadual n° 126 de 23 de setembro do mesmo ano de autoria do deputado Licínio Monteiro e sancionado pelo governador Arnaldo Estêvão de Figueiredo, Várzea Grande se emancipa de Cuiabá. O novo município englobou o antigo 3º distrito cuiabano e uma área de 600 Km² de Nossa Senhora do Livramento; e, cinco anos depois, 682 Km² do distrito de Passagem da Conceição. Nesse período, Várzea Grande ampliou o comércio com Cuiabá, fornecendo carnes, lenha, carvão, materiais de construção e vários cereais.
Em 1949, ocorreu a instalação do município e a nomeação do primeiro prefeito, Major Gonçalo Romão de Figueiredo. Além disso, foi criado o primeiro clube de futebol municipal, o Clube Esportivo Operário Várzea-Grandense. A partida  de estreia aconteceu contra o Palmeiras de Cuiabá, no antigo Círculo Operário. A Câmara Municipal de vereadores foi instalada em 25 de julho, sendo o primeiro presidente, o vereador Benedito Gomes da Silva.
Em 1952 na administração do prefeito Júlio Domingos de Campos, foi instalado o primeiro sistema de abastecimento de água da cidade, a inauguração da primeira caixa d’água. Localizada na Avenida Filinto Muller, sua construção visava facilitar a vida da população que, até então, buscava água em poços e cacimbas. Em 1954, foi construída a Igreja de Nossa Senhora do Carmo (posteriormente elevada a Paróquia).
Em 1956, a pista de decolagem foi transferida de Cuiabá para o bairro Jardim Aeroporto, em Várzea Grande. Em 1957, foram inaugurados o primeiro posto de combustível e a cadeia pública, e também lançado o código tributário municipal. Em 1964, foi instalado o terminal do Aeroporto Marechal Rondon na Avenida João Ponce de Arruda e o aniversário da cidade foi transformado em feriado municipal.

### Crescimento aos dias de hoje
Em 1966 foi marcado pela implantação da indústria de óleos vegetais Matoveg, ocupou uma área de quatro mil metros quadrados devidamente equipados com moderna instalação (para a época) de máquina de prensagem, refinação, saboaria, laboratório, armazenagem, etc. Localizada no Morro Vermelho ao lado dos primeiros quilômetros da via asfaltada da BR-364 na região do Cristo Rei foi idealizada pelo ex-governador Júlio Müller e o senhor Guilherme de Abreu Lima. Com um investimento de CR$ 5 milhões de cruzeiros,  a indústria passava a produzir óleo vegetal a partir da extração do coco babaçu.
No início da década de 1970, indústrias madeireira, cerâmica, frigorífica, de bebidas e de balaios se instalaram na cidade. Também foram inaugurados o Paço Municipal e o asfalto da Avenida da FEB. Em 1974, a Sadia Oeste S.A se instalou na região do Cristo Rei.  O distrito de Capão Grande foi criado em maio de 1976 e anexado a Várzea Grande. Em 1977, uma fábrica da Coca-Cola também instalou-se no município.
Nos anos 1980, várias intervenções urbanas foram iniciadas, como os alargamentos das avenidas da FEB, Felinto Müller, Júlio Campos e Ulisses Pompeu de Campos. Em 1985, a Ponte Juscelino Kubistchek e a Associação Comercial e Industrial de Várzea Grande foram inauguradas.
Em 1992, o Palácio Benedito Gomes da Silva, nova sede da Câmara Municipal, e a linha de abate de aves da Sadia Oeste foram inauguradas.
Em março de 2002, a Ponte Sérgio Motta (terceira ponte estaiada do Brasil) foi inaugurada no bairro Cristo Rei, ligando a cidade a Cuiabá. Em 2004, o primeiro terminal de transporte intermunicipal (Terminal André Maggi) foi inaugurado, contendo duas plataformas para 10 ônibus, atendendo 10 mil pessoas por dia. Em 2015, foi inaugurado o primeiro shopping center da cidade, o Várzea Grande Shopping com 180 lojas e 6 salas de cinema. 

## Geografia
A área do município segundo o Instituto Brasileiro de Geografia e Estatística (IBGE) é de 938,057 km², sendo que 129, 821 km² constituem a zona urbana e os restantes 128, 882 943 km² constituem a zona rural.  Situa-se a — 15° 38' 49" latitude sul e a 56° 07' 58" de longitude a oeste e também a 7 km quilômetros a leste da capital mato-grossense. De acordo com a divisão regional vigente desde 2017, instituída pelo IBGE, o município pertence às Regiões Geográficas Intermediária e Imediata de Cuiabá. Até então, com a vigência das divisões em microrregiões e mesorregiões, fazia parte da microrregião de Cuiabá, que por sua vez estava incluída na mesorregião Centro-Sul Mato-grossense.

### Relevo e geomorfologia

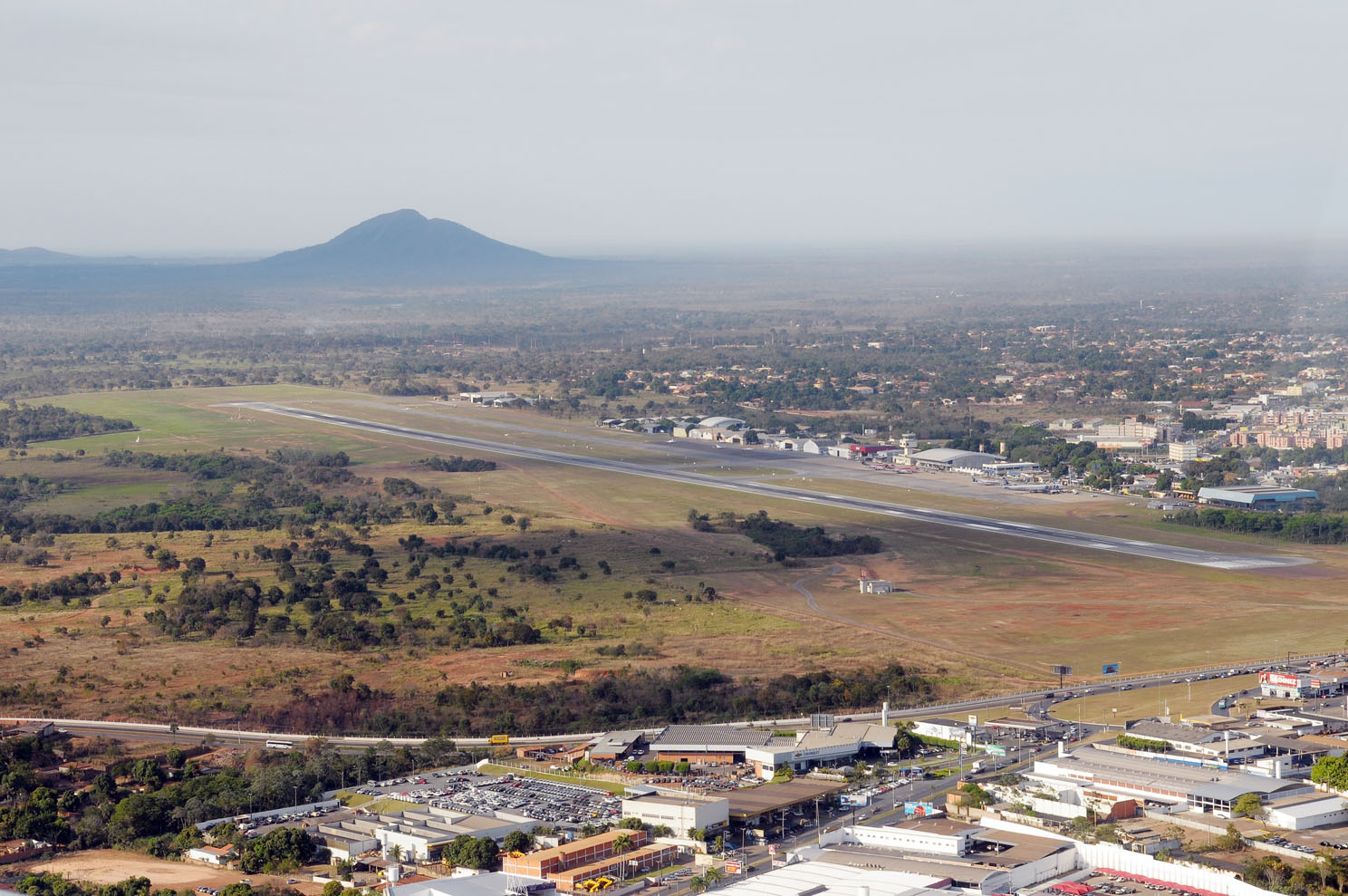
Panorâmica de Várzea Grande pelo Aeroporto Marechal Rondon

Várzea Grande está inserida na depressão cuiabana, cujo relevo predominante são colunas médias, sendo caracterizada por dissecação média a forte amplitude média e controle estrutural da faixa de dobramento denominada depressão dissecada. As rampas pediplanadas são o segundo tipo de relevo mais encontrado, sendo caracterizada por sua dessecação, pequena amplitude, baixa declividade, densidade de drenagem e amplos interfluvios, são encontrados na região outros tipos de relevo: Morros e Morretes Alinhados, Terraço Alto, Planície Fluvial - Terraço Baixo e Planície Aluvionar Mediandriforme. Classificados como: Argiloso, Cambrilossolos, Gleissolos, Latossolos, Neossolos, Litolicos e Fluvicos e Plintossolos Petricos, o solo da região são em geral rasos e com grande presença de níveis maior de resistência a mecanização, a penetração de raízes e a escavação para a instalação de infla-estrutura enterrada. A formação geológica do município está localizada em uma cobertura dobrada do Proterozoico com grantoides associados a faixa móvel Brasiliana.
Com altitude de 185 metros, Várzea Grande não possui elevações notáveis, sendo a inclinação mais alta é a rampa denominada Morro Vermelho - Modelado de terreno que o milenar serviço de erosão constituiu para a formação do Rio Cuiabá. Na região ao predomínio do chapadões cobertos de cerrado e poucos capões, com exceção da área marginal do Rio Cuiabá e do seu afluente, Rio Pari, onde a macega já foi densa.
O município é banhado pelos rios Esmeril, Espinheiro, Pari além do Rio Cuiabá, sendo o rio principal da cidade, faz divisa da cidade a Cuiabá a sua hidrografia é a Grande Bacia da Prata, contribuindo com a Bacia do Rio Cuiabá estende-se ao longo dos limites de Cuiabá, Santo Antônio de Leverger, Poconé e Rosário Oeste até o Pantanal e tendo a sua nascente a  133 km de Várzea Grande, no município de Rosário Oeste, que se juntam e formam os córregos Cuiabá do Bonito e Cuiabá do Castanho, que ficam no meio das serras Azul e do Tombador.

### Municípios limítrofes e região metropolitana

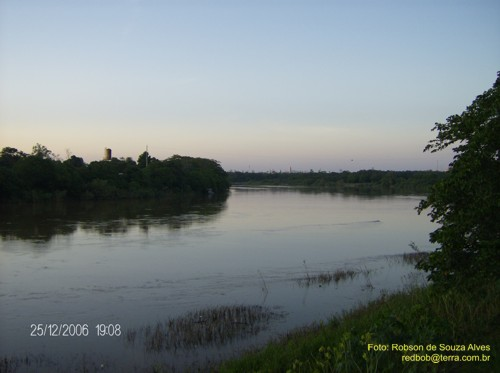
Rio Cuiabá, principal Rio de ligação de Várzea Grande a Cuiabá.

Várzea Grande faz  limite com  Acorizal e Jangada a nordeste e noroeste; Nossa Senhora do Livramento a oeste, sudoeste e sul; Santo Antônio de Leverger a sudoeste e Cuiabá a leste, nordeste e norte. Surgida da extinção da aglomeração urbana de Cuiabá e Várzea Grande que havia sido instituída pela lei complementar nº 83/2001 a Região Metropolitana do Vale do Rio Cuiabá (RMVRC) criada em 2009, envolve Várzea Grande juntamente com as cidades de Cuiabá, Nossa Senhora do Livramento, Santo Antônio de Leverger, Chapada dos Guimarães, além dos outros 9 municípios que fazem parte do chamado colar metropolitano.

### Clima
| Maiores acumulados de precipitação em 24 horas registrados em Várzea Grande MT por meses    | Maiores acumulados de precipitação em 24 horas registrados em Várzea Grande MT por meses | Maiores acumulados de precipitação em 24 horas registrados em Várzea Grande MT por meses | Maiores acumulados de precipitação em 24 horas registrados em Várzea Grande MT por meses | Maiores acumulados de precipitação em 24 horas registrados em Várzea Grande MT por meses | Maiores acumulados de precipitação em 24 horas registrados em Várzea Grande MT por meses |
| Mês                                                                                         | Acumulado                                                                                | Data                                                                                     | Mês                                                                                      | Acumulado                                                                                | Data                                                                                     |
| ------------------------------------------------------------------------------------------- | ---------------------------------------------------------------------------------------- | ---------------------------------------------------------------------------------------- | ---------------------------------------------------------------------------------------- | ---------------------------------------------------------------------------------------- | ---------------------------------------------------------------------------------------- |
| Janeiro                                                                                     | 142,5 mm                                                                                 | 31/01/1967                                                                               | Julho                                                                                    | 140 mm                                                                                   | 19/07/1983                                                                               |
| Fevereiro                                                                                   | 73,6 mm                                                                                  | 05/02/1968                                                                               | Agosto                                                                                   | 25,6 mm                                                                                  | 18/08/1968                                                                               |
| Março                                                                                       | 76,9 mm                                                                                  | 12/03/1983                                                                               | Setembro                                                                                 | 73,60 mm                                                                                 | 27/09/1971                                                                               |
| Abril                                                                                       | 79,2 mm                                                                                  | 11/04/1975                                                                               | Outubro                                                                                  | 87,3 mm                                                                                  | 29/10/1971                                                                               |
| Maio                                                                                        | 107,5 mm                                                                                 | 21/05/1978                                                                               | Novembro                                                                                 | 123,10 mm                                                                                | 20/11/1973                                                                               |
| Junho                                                                                       | 28,6 mm                                                                                  | 03/06/1981                                                                               | Dezembro                                                                                 | 72,2 mm                                                                                  | 23/12/1981                                                                               |
| Fonte: Monitoramento Hidrometeorológico do Município de Várzea Grande entre(1963-presente). |                                                                                          |                                                                                          |                                                                                          |                                                                                          |                                                                                          |

O clima de Várzea Grande é caracterizado como tropical de savana (do tipo Aw na classificação climática de Köppen-Geiger), com temperatura média anual de 25,9 °C e precipitação média de  1.750 milímetros (mm) anuais, concentrados entre os meses de janeiro, fevereiro e março.
O tempo médio de insolação é de aproximadamente 1 500 horas anuais, com umidade relativa do ar de 60%. No município predomina entre os meses de julho e agosto o período de seca e é a época do ano com maior incidência de queimadas dentro da perímetro urbano da cidade.
O inverno é o período do ano com temperaturas mais rigorosas a temperatura chega a baixar 8 °C no mês de julho com sensação térmica de 4,9 °C  fato atípico para moradores acostumados com temperaturas elevadas durante o ano, porem o inverno é a estação mais seca do ano pela ocorrência de queimadas na cidade e isso faz a umidade relativa do ar caia pelo menos 13 %. De forma geral, o estado de Mato Grosso possui temperaturas elevadas durante todas as estações do ano, especialmente  no inverno com a falta de chuvas durantes meses, as tardes de julho, agosto e setembro podem registrar temperaturas muito altas, que variam de 35 °C a 40 °C, junto a baixa umidade do ar. As noites e manhãs podem registrar temperaturas baixas entre 10 °C e 15 °C, essa amplitude térmica é muito comum na região, por falta de nebulosidade devido a diversos bloqueios atmosféricos que atuam na região nesse período.
| Dados climatológicos para Várzea Grande (Mato Grosso) (Passagem da Conceição) | Dados climatológicos para Várzea Grande (Mato Grosso) (Passagem da Conceição) | Dados climatológicos para Várzea Grande (Mato Grosso) (Passagem da Conceição) | Dados climatológicos para Várzea Grande (Mato Grosso) (Passagem da Conceição) | Dados climatológicos para Várzea Grande (Mato Grosso) (Passagem da Conceição) | Dados climatológicos para Várzea Grande (Mato Grosso) (Passagem da Conceição) | Dados climatológicos para Várzea Grande (Mato Grosso) (Passagem da Conceição) | Dados climatológicos para Várzea Grande (Mato Grosso) (Passagem da Conceição) | Dados climatológicos para Várzea Grande (Mato Grosso) (Passagem da Conceição) | Dados climatológicos para Várzea Grande (Mato Grosso) (Passagem da Conceição) | Dados climatológicos para Várzea Grande (Mato Grosso) (Passagem da Conceição) | Dados climatológicos para Várzea Grande (Mato Grosso) (Passagem da Conceição) | Dados climatológicos para Várzea Grande (Mato Grosso) (Passagem da Conceição) | Dados climatológicos para Várzea Grande (Mato Grosso) (Passagem da Conceição) |
| Mês                                                                           | Jan                                                                           | Fev                                                                           | Mar                                                                           | Abr                                                                           | Mai                                                                           | Jun                                                                           | Jul                                                                           | Ago                                                                           | Set                                                                           | Out                                                                           | Nov                                                                           | Dez                                                                           | Ano                                                                           |
| ----------------------------------------------------------------------------- | ----------------------------------------------------------------------------- | ----------------------------------------------------------------------------- | ----------------------------------------------------------------------------- | ----------------------------------------------------------------------------- | ----------------------------------------------------------------------------- | ----------------------------------------------------------------------------- | ----------------------------------------------------------------------------- | ----------------------------------------------------------------------------- | ----------------------------------------------------------------------------- | ----------------------------------------------------------------------------- | ----------------------------------------------------------------------------- | ----------------------------------------------------------------------------- | ----------------------------------------------------------------------------- |
| Temperatura máxima recorde (°C)                                               | 38,2                                                                          | 37,4                                                                          | 37,4                                                                          | 38,1                                                                          | 36,1                                                                          | 36,2                                                                          | 37,3                                                                          | 39,2                                                                          | 41,1                                                                          | 40,8                                                                          | 40                                                                            | 39                                                                            | 41,1                                                                          |
| Temperatura máxima média (°C)                                                 | 32,6                                                                          | 32,6                                                                          | 32,9                                                                          | 33,7                                                                          | 31,6                                                                          | 30,7                                                                          | 31,8                                                                          | 34,1                                                                          | 34,1                                                                          | 34                                                                            | 33,5                                                                          | 32,5                                                                          | 32,8                                                                          |
| Temperatura mínima média (°C)                                                 | 23,2                                                                          | 23,1                                                                          | 23,1                                                                          | 22,6                                                                          | 20,5                                                                          | 18,1                                                                          | 17                                                                            | 19                                                                            | 21,4                                                                          | 22,8                                                                          | 23,2                                                                          | 23,2                                                                          | 21,4                                                                          |
| Temperatura mínima recorde (°C)                                               | 19,2                                                                          | 19,2                                                                          | 15,4                                                                          | 10,8                                                                          | 7                                                                             | 6,8                                                                           | 3,3                                                                           | 6                                                                             | 10,2                                                                          | 13,3                                                                          | 15,8                                                                          | 18,4                                                                          | 3,3                                                                           |
| Precipitação (mm)                                                             | 221                                                                           | 206                                                                           | 206                                                                           | 114                                                                           | 51                                                                            | 13                                                                            | 10                                                                            | 13                                                                            | 51                                                                            | 125                                                                           | 168                                                                           | 129                                                                           | 1 376                                                                         |
| Dias com precipitação                                                         | 19                                                                            | 19                                                                            | 17                                                                            | 12                                                                            | 6                                                                             | 3                                                                             | 2                                                                             | 4                                                                             | 6                                                                             | 10                                                                            | 15                                                                            | 18                                                                            | 131                                                                           |
| Umidade relativa (%)                                                          | 90                                                                            | 82                                                                            | 80                                                                            | 73                                                                            | 69                                                                            | 30                                                                            | 25                                                                            | 19                                                                            | 22                                                                            | 49                                                                            | 89                                                                            | 92                                                                            | 60                                                                            |
| Fonte: weatherbase 9 de junho de 2014                                         |                                                                               |                                                                               |                                                                               |                                                                               |                                                                               |                                                                               |                                                                               |                                                                               |                                                                               |                                                                               |                                                                               |                                                                               |                                                                               |
| Fonte 2: Instituto Nacional de Meteorologia (1961-1990).                      |                                                                               |                                                                               |                                                                               |                                                                               |                                                                               |                                                                               |                                                                               |                                                                               |                                                                               |                                                                               |                                                                               |                                                                               |                                                                               |

### Parques e áreas verdes
Existem atualmente em Várzea Grande importantes polos de fauna e flora. Localizada entre os biomas Cerrado, Pantanal e Floresta Amazônica, com o avanço do desmatamento foram criadas importantes áreas de proteção ambiental (APA), em suas proximidades existem a APA Parque Chapada dos Guimarães, a APA São Luís em Cuiabá e a APA Estrada-Parque em Santo Antônio de Leverger.  O município conta com a APA Tanque do Fancho (com 4,000 m²), criada em 1996 como forma de proteger a vegetação da região, está localizada próxima a prefeitura da cidade.
O Parque Tanque do Fancho, inaugurado em 2011, no passado serviu para prática do banho e recreação na região, atualmente é um parque contando com playground, pista de caminhada e um viveiro municipal com 2 000 mudas para uso da prefeitura; Parque Bernardo Berneck, localizado nos fundos da antiga indústria Berneck Laminados, atualmente está numa área de 27 hectares de área verde, conta com concha acústica para realização de eventos, “peer” sobre os dois lagos, pista para caminhadas e estacionamento para 500 veículos; No ano de 2017, a área do parque foi doada a administração pública de Várzea Grande, desde então foram iniciadas reforma na estrutura e melhoria na segurança.  Parque Municipal Flor do Ipê, possui dezenove hectares sendo 4 hectares de trilhas suspensas onde é possível ver macacos, esquilos e tamanduá-mirim, além de diversas aves e plantas nativas. A maioria de suas árvores possuem placas descritivas, com seu nome popular e científico.

## Demografia
No censo demográfico de 2010 a população de Várzea Grande era de 252 596 habitantes, sendo o segundo município mais populoso de Mato Grosso, atrás de Cuiabá, o 7º do Centro Oeste, o 99º de todo o país e apresentando uma densidade populacional de 240,98 hab./km². Desse total, 248 704 habitantes viviam na zona urbana (98,46%) e 3 880 na zona rural (1,54%). Ao mesmo tempo, 142 405 eram do sexo masculino (49,04%) e 147 979 do sexo feminino (50,96%) e tendo uma razão de sexo de 98,4 %. Quanto a Faixa etária 193 220 habitantes tinha entre 15 e 64 anos (66,54%), 74 486 habitantes tinham menos de 15 anos (25,65%) e 22 704 possuíam 65 anos ou mais (7,81%). Ainda segundo o mesmo censo, a população era formada por 164 182 pardos (56,54%),branca 85 314 (29,38%), preta 31 395 (10,81%) e os restantes de indígenas e amarelos com 9 496 de um total de (3,27%) .
A população de Várzea Grande é formada por migrantes de diversas regiões brasileiras. No censo de 2010, da população total, dos 252 266 correspondem à região de nascimento, 203 897 no Centro-Oeste (80,72%), 16 957 no Sul (6,71%),  16 262 no Sudeste (6,43%), 9 362 eram nascidos na Região Nordeste (3,70%) e 4 097 no Norte (1,62%) e além de 1 691 sem especificação (0,66%). 192 331 habitantes eram naturais de Mato Grosso (76,14%) e, desse total, 125 426 nascidos em Várzea Grande (49,65%). Entre os naturais de outras unidades da federação, havia 13 440 paranaenses (5,32%), 9 175 paulistas (3,63%), 6 969 sul-mato-grossenses (3,96%), 2 547 rondonianos (1,00%), 1 928 cearenses (0,76%),  1 263 maranhenses (0,50%), 5 530 mineiros (2,19%), 3 566 goianos (1,41%), 2 622 baianos (1,03%), 982 capixabas (0,39%), 961 alagoanos (0,38%), 320 brasilienses (0,12%),  612 paraibanos (0, 24%), 1 041 pernambucanos (0,41%), 463 piauienses (0,18%), 926 paraenses (0,36%),  575 fluminenses (0,22%), 192 amazonenses (0,07%), 233 sergipanos (0,92%),  2 054 gaúchos (0,81%), 193 tocantinense (0,07%), 1 463 catarinenses (0,57%), 196 acrianos (0,07%), 37 roraimenses (0,01%). Levando-se em conta a nacionalidade da população, 252 596 habitantes eram brasileiros natos (99,86%) e cento e setenta e quatro eram estrangeiros (0,14%). Havia ainda, 718 emigrantes internacionais, sendo 494 para a Europa (68, 80%), 81 para a América do Norte (11, 28%), 76 para outros países da América do Sul (10,58%), 51 para a Ásia (7,10%), seis para a América Central (0,3%), cinco para a África (1,52%) e quatro para a Oceania (0,83%) Entre os principais países de destino estavam a Espanha, com 258 emigrantes (35,93%), a Portugal, com 109 (15,18%), Estados Unidos, com 73 (10,16%), o pais da América do Sul com maior número é a Bolívia com 52 (7,24%), o Japão com 50 (6,96%) e a Itália com 42 (5,84%). Segundo a estimativa populacional no ano de 2024, sua população era de 314 627 habitantes.
O Índice de Desenvolvimento Humano (IDH-M) do município é considerado médio, de acordo com dados do Programa das Nações Unidas para o Desenvolvimento. Segundo dados do relatório de 2010, divulgados em 2013, seu valor era de 0, 734, sendo o decimo terceiro maior de Mato Grosso (PNUD) e o 920 º do Brasil.  Considerando-se apenas o índice de longevidade, seu valor é de 0,842, o valor do índice de renda é de 0,711 e o de educação é de 0, 661. No período de 2000 a 2010, o índice de Gini reduziu de 0,53 para 0,46 e a proporção de pessoas com renda domiciliar per capita de até R$ 140 passou de 4,47% para 2,64%. Em 2010 89,8% da população vivia acima da linha de pobreza, 5,3 % na linha de pobreza e  5% entre as linhas de pobreza e indigência.

### Religiosidade e Manifestações

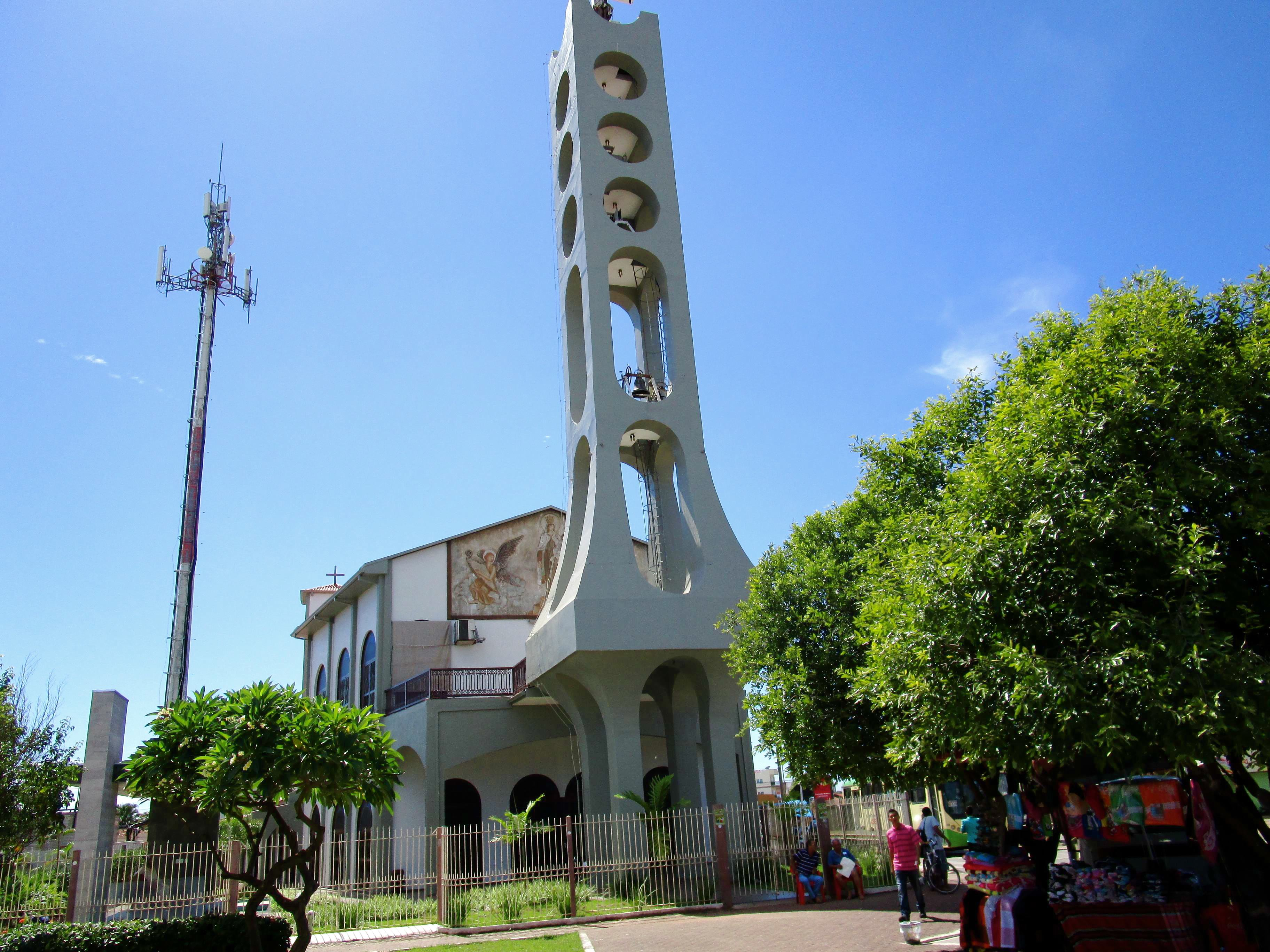
Igreja Nossa Senhora do Carmo

Conforme divisão oficial da Igreja Católica, Várzea Grande está inserida na Arquidiocese de Cuiabá. No município, existem atualmente sete paróquias: Paróquia Cristo Rei, Paróquia São Sebastião, Paróquia Santa Edwiges, Paróquia Santo Antônio de Várzea Grande, Paróquia Nossa Senhora do Pantanal, Paróquia Nossa Senhora das Graças e a Paróquia Nossa Senhora da Guia, que é a mais antiga. Criada em 24 de maio de 1945 por decreto do então Arcebispo Metropolitano de Cuiabá Dom Francisco de Aquino Correia sdb, com desmembramento da Paróquia São Gonçalo (Porto), a posse do primeiro Pároco, Padre João Humberto Panarotto sdb, ocorreu em 1953. A data de 6 de abril de 1896 refere-se ao decreto lei estadual nº 145 que promovia a comunidade a Distrito, à época utilizava-se o termo "Paróquia" para as pequenas comunidade. Entre as manifestações católicas realizadas na cidade, as mais importantes são a Festa de Nossa Senhora da Guia realizada no mês de maio e a tradicional Festa de São Pedro realizada todos os anos no mês de Junho em homenagem a São Pedro. No censo de 2010 o catolicismo romano era a religião da maioria da população, com 151 109 adeptos, ou 59, 82% dos habitantes.

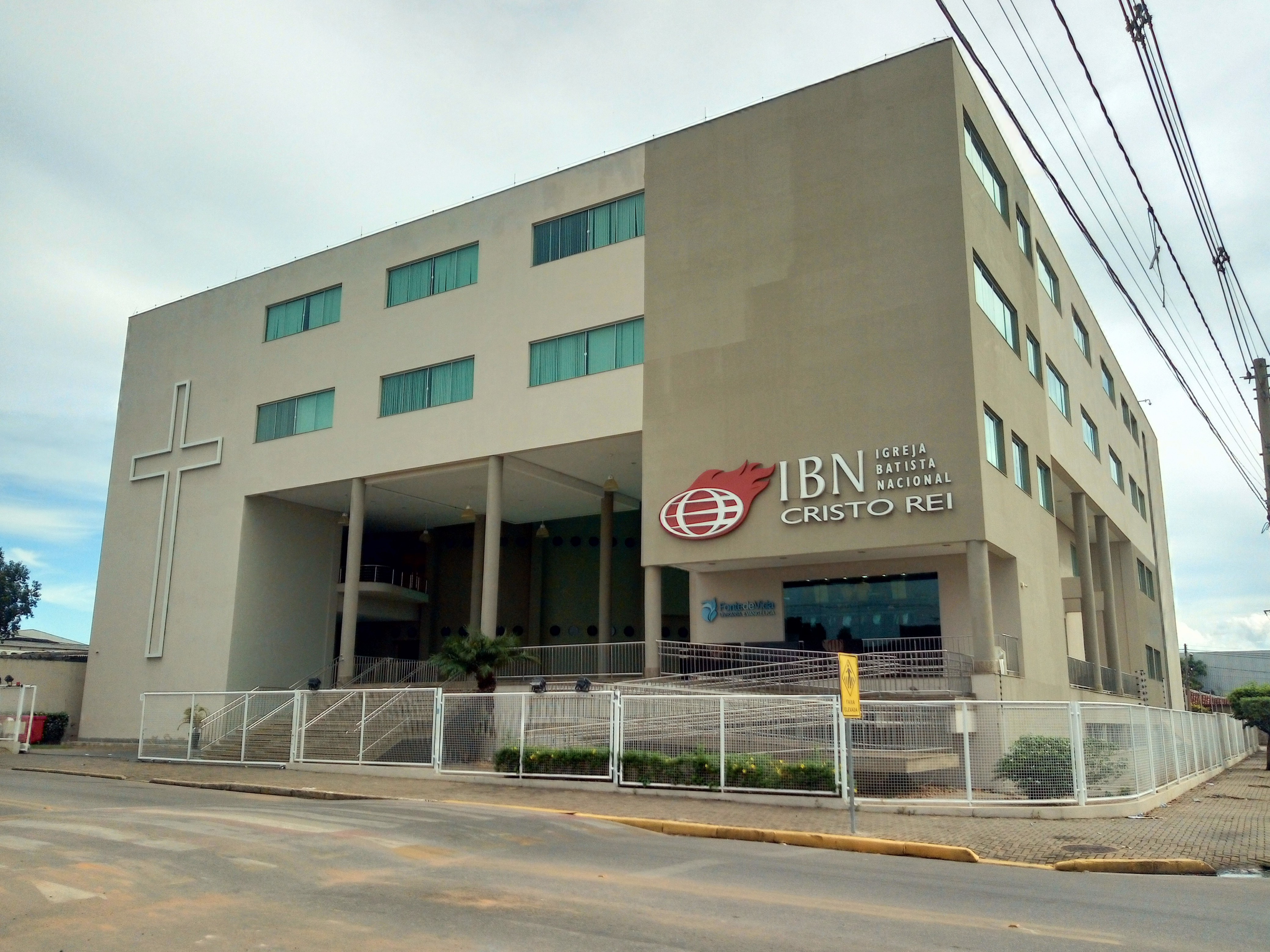
Igreja Batista Nacional no bairro Cristo Rei.

Em Várzea Grande existem diversos credos protestantes ou reformados. Em 2010, 70 808 habitantes se declararam evangélicos (28,03%), sendo que 43 963 pertenciam às evangélicas de origem pentecostal (62,08%), 17 122 às evangélicas de missão (24,18%) e 9 724 a igrejas evangélicas não determinadas (13,73%). Das igrejas evangélicas pentecostais, 20 505 pertenciam à Assembleia de Deus (8,11%), 4.511 à Congregação Cristã no Brasil (1,78%), 4 004 à Universal (1,58%), 1.612 à Igreja do Evangelho Quadrangular (0,63%), 1.308 à Igreja Deus é Amor (0,51%) e 1 470 (0,58%) a outras igrejas pentecostais. Em relação às evangélicas de missão, 10 442 eram batistas (3,43%), 215 luteranos (1,67%), 5.299 adventistas (1,53%), 1.066 presbiterianos (0,78%).
Além do catolicismo romano e do protestantismo, também existiam 3.471 espíritas (1,37%), 1.474 testemunhas de Jeová (0,58%), 224 esotéricos (0,08%), 221 Umbanda e Candomblé. 19.758 não tinham religião (7,82%) e 746 se declaravam ateus (0,29%); 2.430 pertenciam a outras religiosidades cristãs (0,96%) e 138 não souberam (5,43%).

## Política

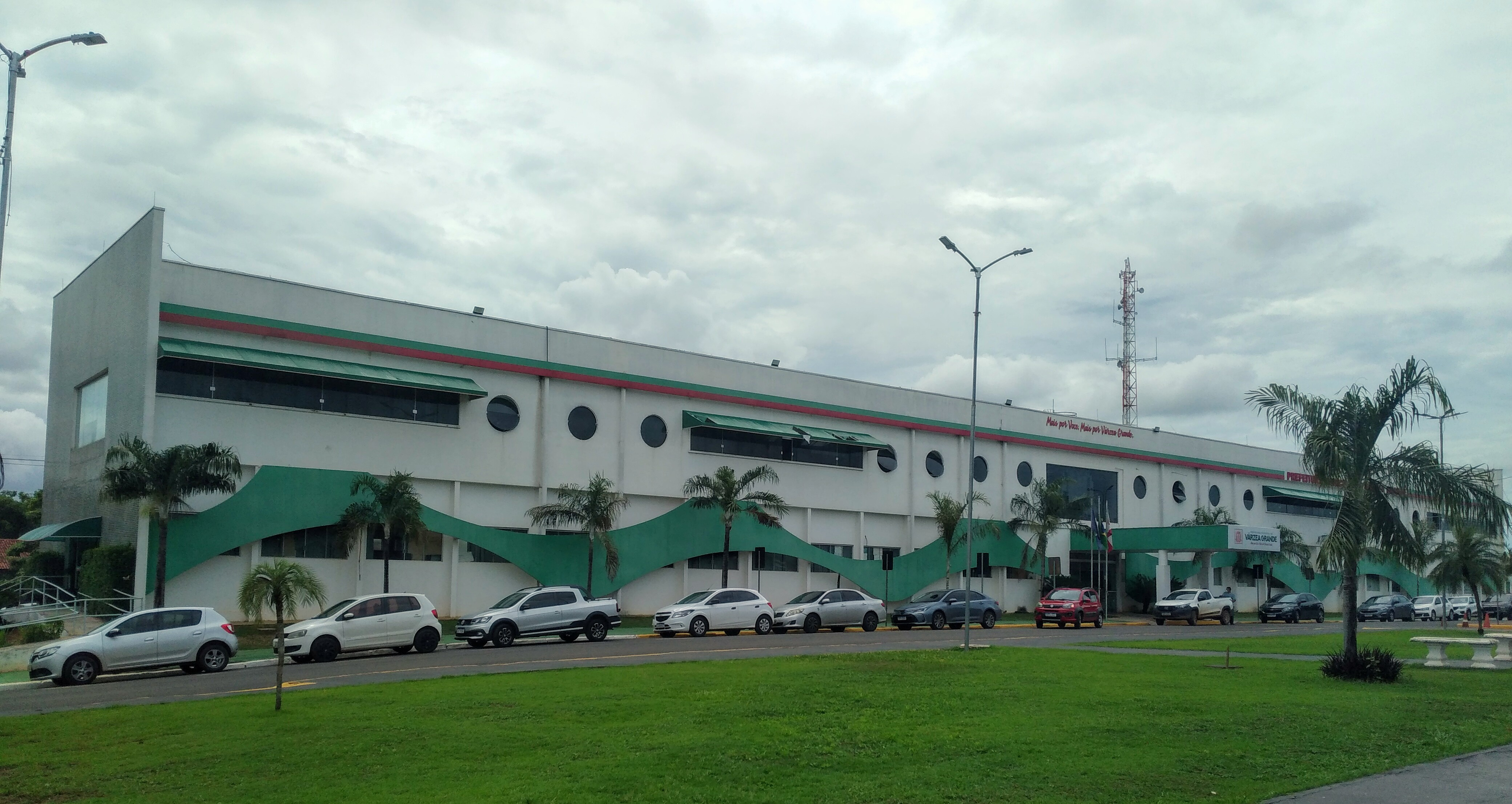
Palácio Júlio Domingos de Campos, sede da prefeitura de Várzea Grande.

A administração municipal se dá pelos poderes executivo e legislativo. O poder executivo é exercido pelo prefeito, auxiliado pelo seu gabinete de secretários e eleito pelo voto direto para um mandato de quatro anos e tendo sua atuação estendida por meio da sub-prefeitura localizada no bairro Cristo Rei. Várzea Grande teve como primeiro prefeito o Major Gonçalo Romão de Figueiredo que ficou no cargo entre janeiro e julho de 1949 e Miguel Leite da Costa foi o primeiro prefeito eleito, ficando até novembro, quando foi cassado e assumiu o segundo colocado, Gonçalo Botelho de Campos (1949-1950). A atual prefeita é Flávia Moretti, do Partido Liberal (PL), eleita no primeiro turno nas eleições municipal em 2024 com 50,54 % dos votos validos, tendo como vice Tião da Zaeli, do (Partido Liberal). O poder legislativo é representado pela Câmara Municipal, formada por 23 vereadores.
Várzea Grande abriga o poder judiciário, uma Vara da Infância e juventude e dois juizados um Especial Cível e Criminal no bairro Cristo Rei e outro com a mesma especialidade no Jardim Glória. Inaugurado em 1984 sua comarca, mais conhecido como "Fórum" se localiza atualmente no bairro Chapéu do Sol.O município é regido pela lei orgânica promulgada em 20 de novembro de 1992. E também instituiu, conforme as resoluções nº 13/2004, nº 25/2005 e n° 34/2005 do Ministério das Cidades e com a lei municipal nº 3.112/2007, onde está instituído o atual Plano Diretor da cidade e sancionada a lei municipal n.º 3.211/2008, o seu próprio Conselho da Cidade. Sendo representada por 21 representantes sendo 7 servidores da administração publica municipal, 1 do legislativo municipal e 13 da sociedade civil organizada.
Desde 2011, Várzea Grande conta com um fórum trabalhista, sendo ela reportado pelo Tribunal Regional do Trabalho da 23ª Região (TRT-23), criado para atender uma demanda reprimida do TRT da 2ª Região, sediado na capital mato-grossense, com jurisdição sobre todos os municípios do estado de Mato Grosso e na Região Metropolitana de Cuiabá, como Jangada, Poconé e Nossa Senhora do Livramento. O município se divide em duas zonas eleitorais (20ª e 49ª), com um total de 160 409 eleitores (setembro de 2020), segundo o Tribunal Superior Eleitoral (TSE), representando 6, 923% do eleitorado mato-grossense.

### Subdivisões

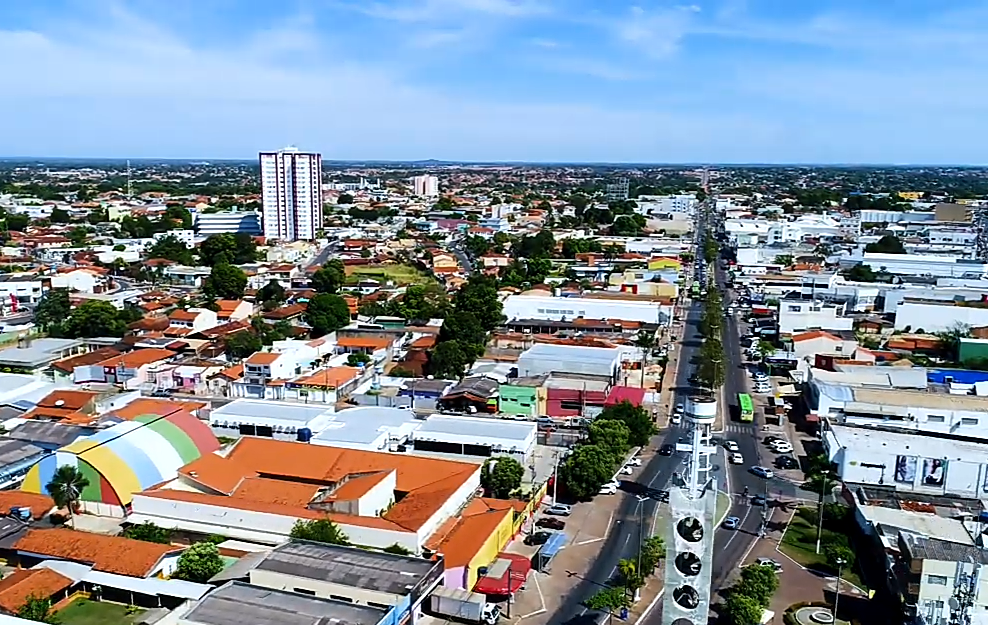
Panorâmica do centro de Várzea Grande.

Administrativamente o município está dividido em 5 distritos, além da sede: Bonsucesso, Capão Grande, Passagem da Conceição e Porto Velho. A primeira formação administrativa de Várzea Grande foi instituída pela lei estadual n° 145 de 8 de abril de 1896, quando o então distrito foi anexado a Cuiabá e permanecendo até o ano de 1948, quando foi desmembrado da capital com a lei estadual n° 126 de 23 de setembro do mesmo ano e instituindo a sede do município em 27 de julho de 1949, no ano de 1954 com a lei estadual n° 370 de 31 de julho de 1954, foi anexado o distrito de Passagem da Conceição e em 1960 o município era constituído pela sede e pelos distritos de Bonsucesso e Passagem da Conceição, em 1964, pela lei estadual n° 2131 de 21 de janeiro do mesmo ano, foi anexado o distrito de Porto Velho, a última alteração na divisão distrital ocorreu com a criação do distrito de Capão Grande, pela lei n° 3701 de 14 de maio de 1976. O perímetro urbano se encontra dividido em 126 bairros oficiais segundo o IBGE, sendo o Cristo Rei o mais populoso, com 29 502 habitantes.
Cidades-irmãs
- Santa Maria, Brasil
- Santa Cruz de La Sierra, Bolívia
- Corumbá, Brasil
- El Alto, Bolívia
- Arica, Chile
- Mendoza, Argentina
- Quito, Equador

## Economia

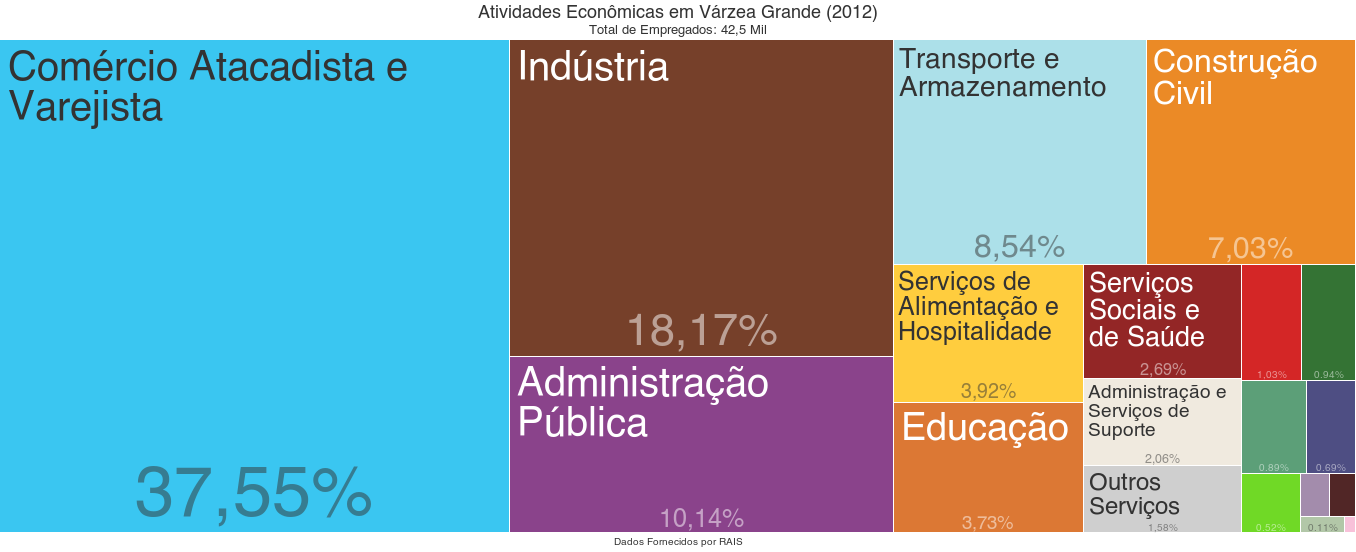
Atividades econômicas em Várzea Grande (2012)

O Produto Interno Bruto de Várzea Grande é o segundo maior da Região Metropolitana do Vale do Rio Cuiabá, o quarto do estado de Mato Grosso (depois de Cuiabá, Rondonópolis e Sorriso) e o 148° de todo o país. Segundo o portal Empresômetro em 2016, o município contava com 29 235 mil empresas ativas, sendo o 97º lugar de todo o país. De acordo com dados do Instituto Brasileiro de Geografia e Estatística relativos a 2021, o produto interno bruto do município era de 9 916 990,51 mil reais sendo que 1 442 047,45 mil são de impostos sobre produtos líquidos de subsídios a preços correntes. O produto interno bruto per capita é de 34 151,42 reais e seu Índice de Desenvolvimento Humano de renda é de 0 711.

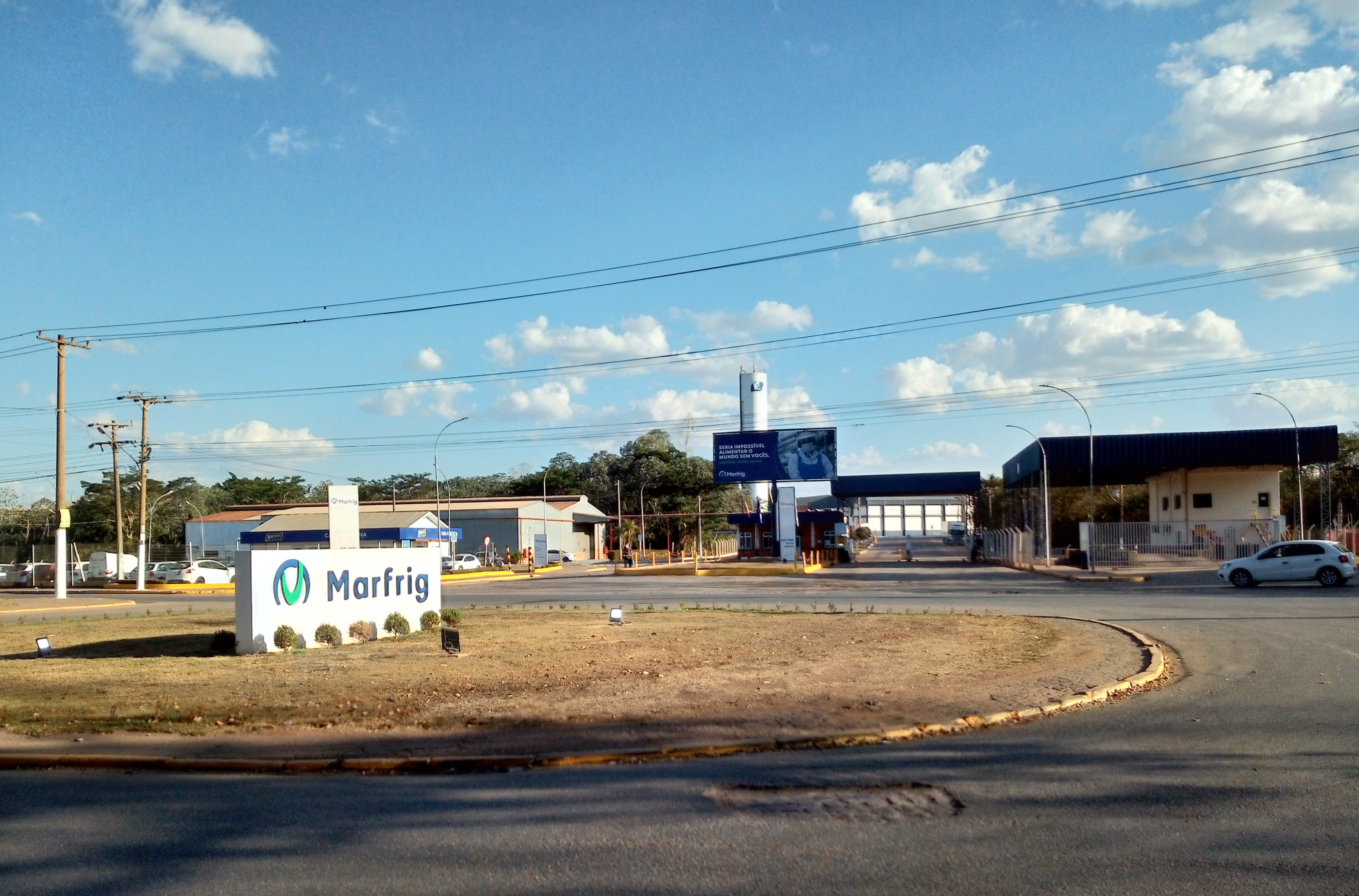
Marfrig Global Foods, instalada nas antigas instalações da BRF, a empresa conta com uma unidade de abate de bovinos e uma linha de produção de hambúrgueres, almôndegas e quibes para o mercado interno e externo.

A indústria é atualmente o segundo setor mais relevante para a economia de Várzea Grande, produziu 1 955 783,02 mil reais ao PIB municipal em relação ao valor adicionado bruto da indústria (setor secundário) no ano de 2021.
Na cidade são produzidos principalmente: estopas, plásticos, produtos de limpeza, embalagens, bebidas (tais como refrigerantes e destilados), alimentos (principalmente cereais como arroz e farináceos), cerâmica (telhas e tijolos) além de ser grande exportador de carne, couro, espumas (colchão e sofas) e refrigerantes. O município, segundo o Observatório da Federação das Indústrias do Estado de Mato Grosso conta atualmente com 733 industriais em diferentes atividades e emprega 12 640 pessoas.
Entre seus distritos industriais destacam Distrito Industrial I com 40 indústrias e o Distrito Industrial II com 50 indústrias, outro importante polo é o atacadista, onde o município concentra cerca de 4 700 representações comerciais correspondendo por 70 % das empresas de distribuição no estado.
 Entre as principais indústrias instaladas na cidade estão a Marfrig Global Foods, SolarBR Coca-Cola, Refrigerantes Marajá, Cervejaria Cuyabana, Ampava, Pork Foods, Ortobom, Videplast e a Isoeste.

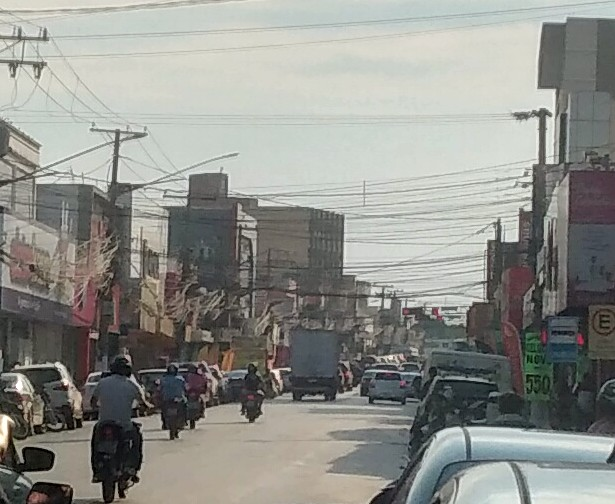
Avenida Couto Magalhães, principal via comercial da cidade.

O setor terciário é a maior atividade econômica em Várzea Grande, produziu ao valor adicionado bruto do município 4 626 201,65 mil de reais em 2021.Nesse mesmo período do ano de acordo com o IBGE, a cidade possuía, 12.596 unidades locais, 12.013 empresas e estabelecimentos comerciais atuantes e 68 439 trabalhadores, sendo 54 661 ocupado assalariado, salários juntamente com outras remunerações somavam 1 937 802 reais e o salário médio mensal de todo município era de 2,1 salários mínimos. O principal shopping center do município é o Várzea Grande Shopping conta com 180 lojas, 6 salas de cinema e lojas ancoras como (Renner, Lojas Americanas, Riachuelo), na cidade destaca outros centros de compras como o Auto Shopping Formula (conta com 39 lojas de acessórios, despachantes, financeiras, restaurante e lanchonetes), Popular Shopping e galerias como Vitória Shopping e também o Shopping Popular. No município há a predominância de comércio atacadista, concessionarias de veículos, lojas de departamentos, retifica de motores, autopeças e comércio em geral nas regiões dos bairros Cristo Rei, Jardim Glória, Guarita, Jardim Aeroporto e no Jardim Ouro Verde. A cidade sedia importantes varejistas regionais como o Big Lar, Todimo, Domani e a Sorpan, além de outras com filiais em Cuiabá e em alguns municípios de Mato Grosso.
A agricultura é o setor menos relevante da economia de Várzea Grande, produziu ao PIB da cidade 82 367,27 mil reais, relacionado ao valor adicionado bruto ao setor primário em 2021. Segundo o IBGE em 2015 o município contava com um rebanho de 22 195 bovinos, 8 146 de suínos e possuindo apenas 18 945 aves, entre estas 9 821 galinha. Na piscicultura além da produção de 1 781 milheiros alevinos foram produzidas também 5 500 quilos de matrinxã, 59 076 quilos de pacu e patinga, pintado, cachara, cachapira e pincachara, surubi foram 2 958 409 toneladas. Em 2015, a cidade produziu 42 mil dúzias de ovos de galinha.  Na lavoura temporária são produzidos abacaxi (10 hectares cultivados e 300 000 mil frutos colhidos) e a mandioca (20 hectares e 200 toneladas colhidas).

## Infraestrutura

### Saúde

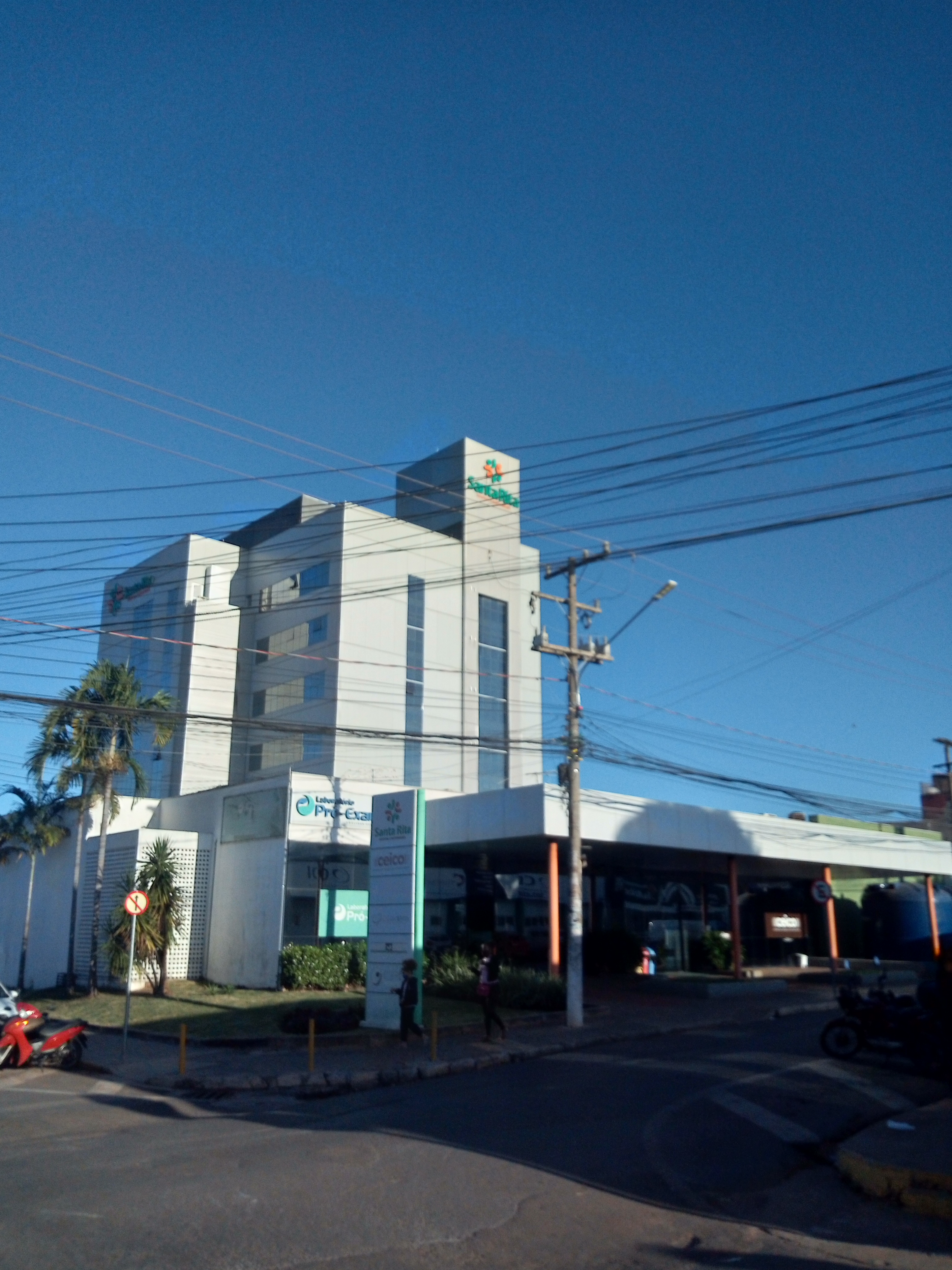
Complexo Hospitalar Santa Rita

Em 2009, o município possuía 51 estabelecimentos de saúde entre hospitais, pronto-socorro, postos de saúde e serviços odontológicos, sendo 24 deles na rede pública e 27 na saúde privada. Neles a cidade possuía 247 leitos para internação, sendo que 127 estão na saúde pública e os 120 restantes estão  na rede privada.  Em 2010 a expectativa de vida ao nascer era de 75,5 anos, a taxa de mortalidade infantil de 13,7 por mil nascimentos e a taxa de fecundidade de 1,9 filhos por mulher. Segundo dados do Ministério da Saúde, 1302 casos de AIDS foram registrados no município entre 1990 e 2015 e de 2001 a 2012 foram notificados 12 295 casos de dengue, 278 de leishmaniose, 7 de malária e nenhum caso de febre amarela. Em 2014 94,1% das crianças menores de um ano de idade estavam com a carteira de vacinação em dia e dentre as crianças menores de dois anos foram pesadas pelo Programa Saúde da Família (PSF) 0, 50% estavam desnutridas.
A Secretaria Municipal de Saúde é o órgão ligado de forma direta à Prefeitura de Várzea Grande e tem por função a manutenção e funcionamento do Sistema Único de Saúde (SUS), assim como a criação de políticas, programas e projetos que visem à saúde municipal e contando com 1288 profissionais na saúde pública. Para emergências a cidade conta com duas Unidade de Pronto Atendimento (UPA) (Jardim Aeroporto e Cristo Rei), 5 hospitais sendo 2 públicos (Pronto Socorro e Hospital Metropolitano) e 3 privados, cinco policlínicas, além do Centro de Especialidades Médicas de Várzea Grande, diversos centros odontológico, três Centros de Atenção Psicossocial (Caps) entre outros polos de atendimento (Serviço de Assistência Especializada - SAE em DST/HIV/AIDS, Centro Integrado da Mulher e Vigilância em Saúde - Sanitária e Epidemiológica, Centro de Zoonoses, Consultório de Rua, etc.), a cidade possuí um Laboratório Central localizado no pronto-socorro para uso da saúde do município.
São alguns dos serviços de atenção básica presentes em Várzea Grande o Programa de Saúde da Família (PSF), com nove unidades de atendimento e as 15 Unidade Básica de Saúde (UBS) e 4 centro de saúde e também um Centro de Especialidades Odontológica na região central da cidade.

### Educação
O Índice de Desenvolvimento da Educação Básica (IDEB) médio entre as escolas públicas de Várzea Grande era no ano de 2015 de 5,2 (numa escala de avaliação que vai de nota 1 à 10), sendo que a nota obtida por alunos do 5º ano (antiga 4ª série) foi de 5,3 e do 9º ano (antiga 8ª série) foi de 3,8.
O município contava em 2015 com aproximadamente 57 670 matrículas nas redes públicas e particulares. Segundo o IBGE, naquele mesmo ano, das 123 escolas do ensino fundamental, 40 pertenciam à rede pública estadual, 61 à rede pública municipal e  22 escolas particulares. Dentre as 38 instituições de ensino médio, 29 pertenciam à rede pública estadual, 8 a rede particular e 1 ao ensino médio federal. Segundo dados do Ministério da Educação 75% das crianças de 6 a 14 anos frequentavam o ensino fundamental e médio no ano de 2010 e entre jovens de 15 a 17 anos a taxa de frequência foi de 50% e nesse mesmo período 54,4% dos jovens de 15 a 17 anos concluíram o ensino fundamental e o ensino médio e entre 18 a 24 anos a taxa de conclusão foi de 50%. O índice de alfabetização da população 15 ou mais de idade, em 2010 era de 98,8%.
A Secretaria Municipal de Educação Cultura Esporte e Lazer (SMELC) têm como objetivo coordenar e assessorar administrativa e pedagogicamente o sistema escolar de Várzea Grande. Alguns dos exemplos de programas coordenados pela Secretaria com foco voltado na população está o projeto Escola em Tempo Ampliado (ETA), tem o objetivo de contribuir para a melhoria da qualidade de educação e do rendimento escolar, oferecendo espaço de convivência para ações afirmativas que reduzam a vulnerabilidade social de crianças e adolescentes onde são realizados em tempo ampliado aulas de dança e música. A cidade possui também escolas técnicas e profissionalizantes, como: Serviço Nacional de Aprendizagem Industrial (SENAI), Serviço Social da Indústria (SESI), Instituto Federal de Mato Grosso (IFMT) e várias universidades particulares, como o Centro Universitário de Várzea Grande (UNIVAG), Universidade Católica de Mato Grosso (UNIFACC) e a UNOPAR, Universidade Aberta do Brasil e a Universidade Paulista no ensino a distancia.
| Ensino pré-escolar | 6 770  | 263   | 88  |
| Ensino fundamental | 37 512 | 1 991 | 123 |
| Ensino médio       | 13 170 | 945   | 38  |

### Habitação, serviços e comunicação

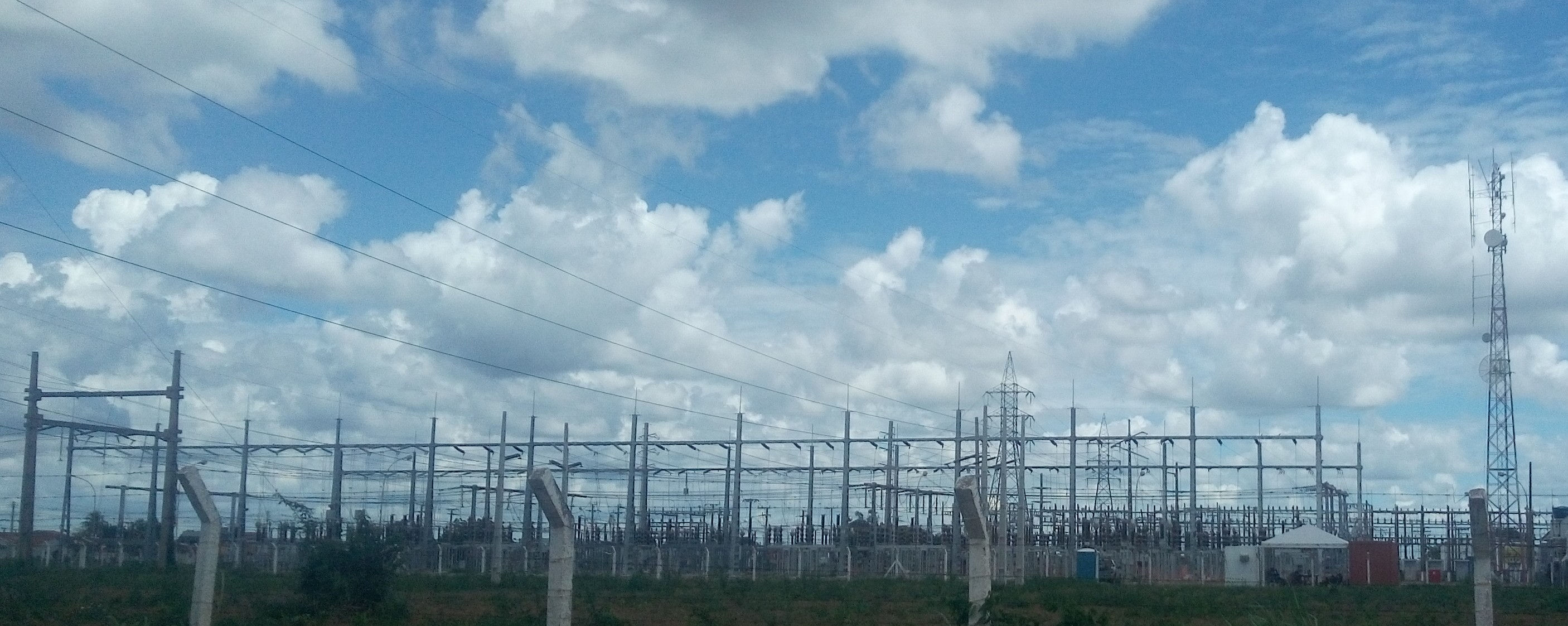
Subestação da Energisa Mato Grosso no bairro Costa Verde.

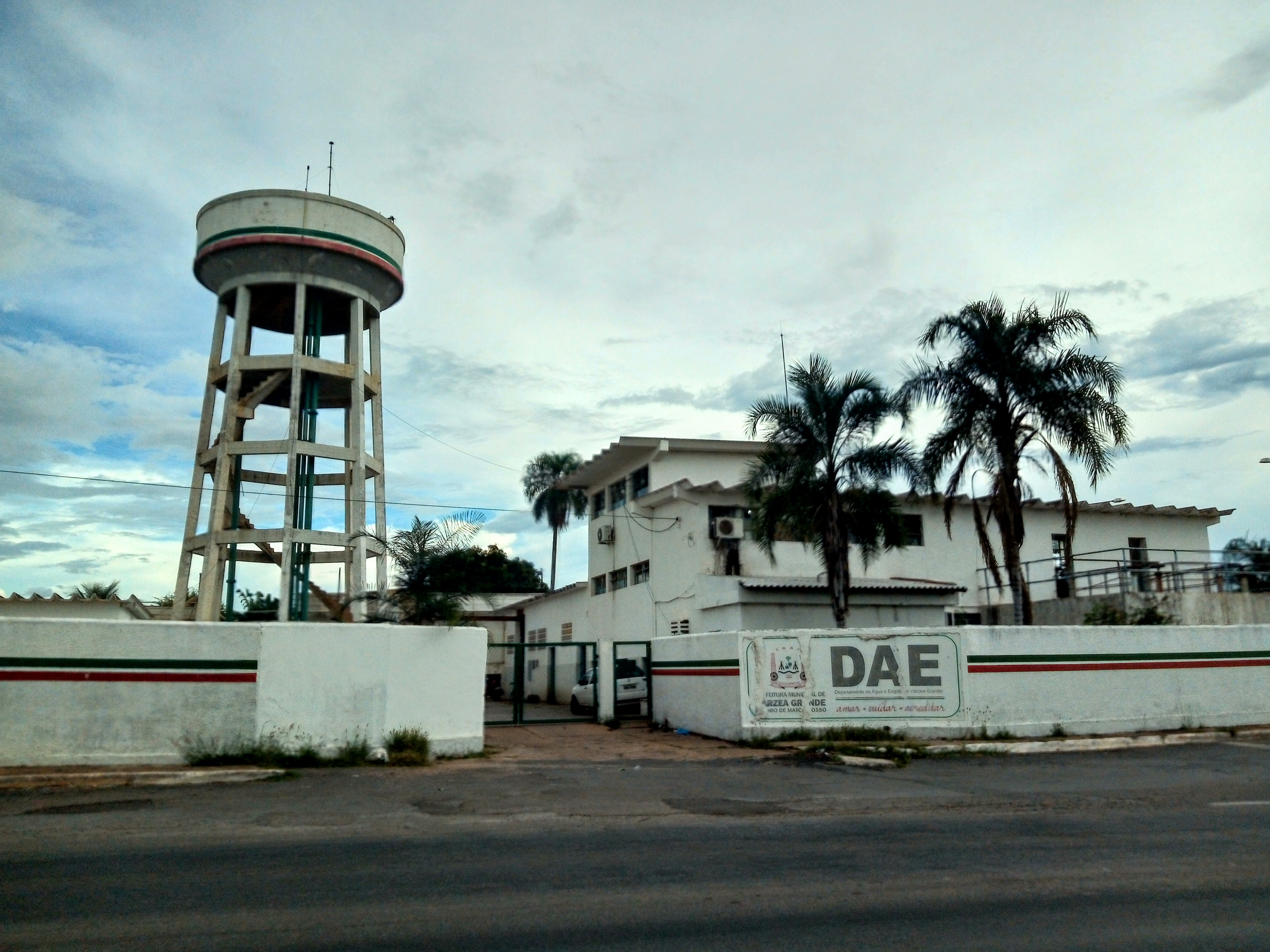
Estação de Tratamento de Água do Departamento de Água e Esgoto (DAE) na Avenida Ulisses Pompeu de Campos.

No ano de 2010, segundo o IBGE, a cidade tinha 74 641 domicílios particulares permanentes, sendo 69 889 casas, 2 089 apartamentos, 1 881 casas de vilas ou em condomínios e 782 cômodos ou cortiços. Dos 74 641 domicílios totais, 56 958 eram imóveis próprios, sendo 52 879 próprios já quitados, 4 079 em aquisição e 13 384 alugados; 4 106  imóveis foram cedidos, sendo 739 por empregador e 193 cedidos de outra maneira. 3.367 foram ocupados de outra forma. Naquele ano, 83,33% dos domicílios eram atendidos pela rede geral de abastecimento de água; 93,48% das moradias possuíam coleta de lixo. A rede bancária do município tinha até o ano de 2021 aproximadamente 13 agências bancarias do Banco do Brasil, Bradesco, Banco Itaú, Banco Santander, Caixa Econômica Federal, Sicoob, Sicredi.
O primeiro sistema de abastecimento de água em Várzea Grande foi instalado em 1952 pelo  prefeito Júlio Domingos de Campos, quando iniciada a construção da primeira caixa d’água na avenida Filinto Muller, conforme Lei municipal nº 05 de 17 de outubro de 1952, durante esse período a população carregava água em poços e cacimbas para abastecer as suas residências.  O serviço passou a ser regulado graças a Lei estadual nº 2.626, de 7 de julho de 1966, passando a criar a Companhia de Saneamento do Estado de Mato Grosso (SANEMAT) e anos mais tarde, pela Lei municipal nº 1.733, de 8 de abril de 1998, foi criado o Departamento de Água e Esgoto de Várzea Grande (DAE), órgão que desde então é o responsável pelos serviços públicos de água e esgoto na cidade.  A água que abastece a população é oriunda do Rio Cuiabá, que tem como adutores 12 cursos de água com braços menores e 20 córregos, atualmente o DAE conta com três estações de tratamento de água (ETAs); a ETA I Ulisses Pompeu de Campos, ETA II Júlio Campos, ETA III Cristo Rei e uma ETA no distrito de Bonsucesso.  
Em 1945 Várzea Grande foi transformada em terceiro distrito de energia de Cuiabá, por iniciativa do governo do estado foi o primeiro serviço de abastecimento de energia elétrica. Em 1958 a empresa responsável pelo serviço passou a ser a Centrais Elétricas Matogrossenses e depois privatizada em 1997 para o Grupo Rede, atualmente a concessão do serviço é de responsabilidade da Energisa Mato Grosso que hoje atende ainda a outros 141 municípios de Mato Grosso. Em 2010 99,86% dos domicílios do município possuíam energia elétrica. O Código de Endereçamento Postal (CEP) da cidade vai de 78.110-000.
Há vários canais nas faixas Very High Frequency (VHF) e Ultra High Frequency (UHF), entre as principais emissoras geradora de conteúdo localizada em cidades próximas estão a TV Vila Real (afiliada à RecordTV), a TV Centro América (Rede Globo), TV Cidade Verde (afiliada ao Rede Cidade Verde) e a TV Brasil Oeste (afiliada a Rede Brasil) com sede em Cuiabá, a única emissora sediada no município é a TV Várzea Grande (afiliada à Rede Brasil).
Várzea Grande também possui jornais em circulação. O primeiro a ser criado foi Correio Várzea-grandense, em 1984.   Atualmente o município conta com os  jornais Correio várzea-grandense, A Gazeta, Diário de Cuiabá e periódicos como o Folha de Várzea Grande, Folha da Cidade, Tribuna da Cidade e os seguintes sites: VG Noticias, VG News, VG Acontece, Correio Press, Lapada e Lapada, Agito Várzea Grande, Folha Várzea Grande.com,  Amadorismo no ar e O Atual. A primeira rádio foi a Rádio Industrial, que entrou no ar no dia 21 de abril de 1982. Atualmente entre as principais estão a Massa FM Cuiabá e a Mix FM Cuiabá concessionadas na cidade e com sede em Cuiabá e a Jovem Pan FM Cuiabá (93,3 MHz), Estação VG (105,9 kHz), Tropical FM 104.7 MHz e Alternativa 105,9 MHz.

### Criminalidade e segurança pública

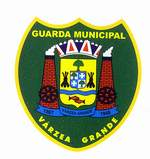
Brasão da Guarda Municipal de Várzea Grande.

A provisão de segurança pública de Várzea Grande é dada por diversos organismos. O município foi o primeiro do estado de Mato Grosso a implantar uma Guarda Municipal, criada no ano 2000 com a promulgação da lei nº 2.142/2000 e sancionada pelo então prefeito Jayme Campos. A guarda tem por finalidade a organização e fiscalização do trânsito, realizar rondas escolares, auxilia no transporte da população carente, principalmente aos doentes e idosos aos serviços de saúde bem como, proteção dos bens, serviços e instalações municipais e mediante a convênio, conta com a colaboração  das policias civil e militar, atualmente conta com um efetivo de 163 homens. A Secretaria de Defesa Social de Várzea Grande é o órgão responsável  pela coordenação das ações de segurança e tendo a sua responsabilidade a Defesa Civil, Junta Militar e a Guarda Municipal da cidade e tendo subordinação do Conselho de Segurança Municipal.
A Polícia Militar, uma força estadual, é a responsável pelo policiamento ostensivo, o patrulhamento bancário, ambiental, prisional, escolar e de eventos especiais, além de realizar ações de integração social.

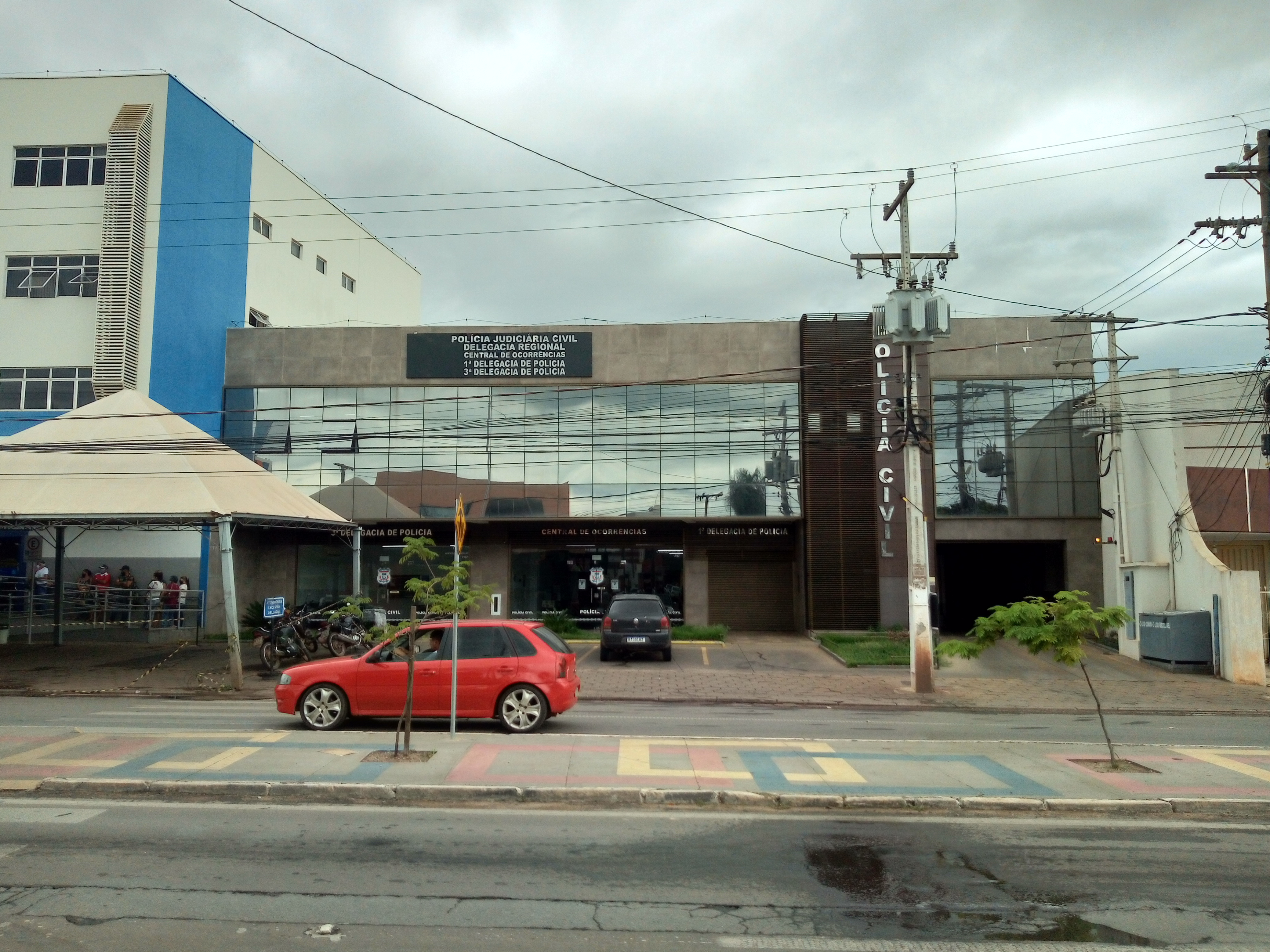
Polo da Polícia Civil em Várzea Grande.

O município atualmente sedia o 2º Comando Regional na qual subordina o 4º Batalhão da Polícia Militar e o 25º Batalhão na região do bairro Cristo Rei que responde pela segurança pública de outros municípios da Região Metropolitana de Cuiabá, com um efetivo com aproximadamente 250 homens dentro do município e também conta com uma Delegacia Especializada de Defesa da Mulher, Criança e Idoso, localizada na região central é responsável por atender mulheres, crianças e idosos, vítimas de violência doméstica e familiar. Já a Polícia Civil tem o objetivo de combater e apurar as ocorrências de crimes e infrações.
Segundo o Mapa da Violência de 2014, com dados relativos a 2012, divulgados pelo Instituto Sangari, dos municípios com mais de vinte mil habitantes, a taxa de homicídios na cidade foi de 61,6 para cada 100 mil habitantes, ficando na 141ª posição a nível nacional. O índice de suicídios naquele ano para cada 100 mil habitantes era de 4,3, sendo o 865° a nível nacional. Já em relação à taxa de óbitos por acidentes de trânsito, o índice foi de 53,5 para cada grupo de 100 mil habitantes, 129° a nível nacional no ano de 2010.

### Transportes

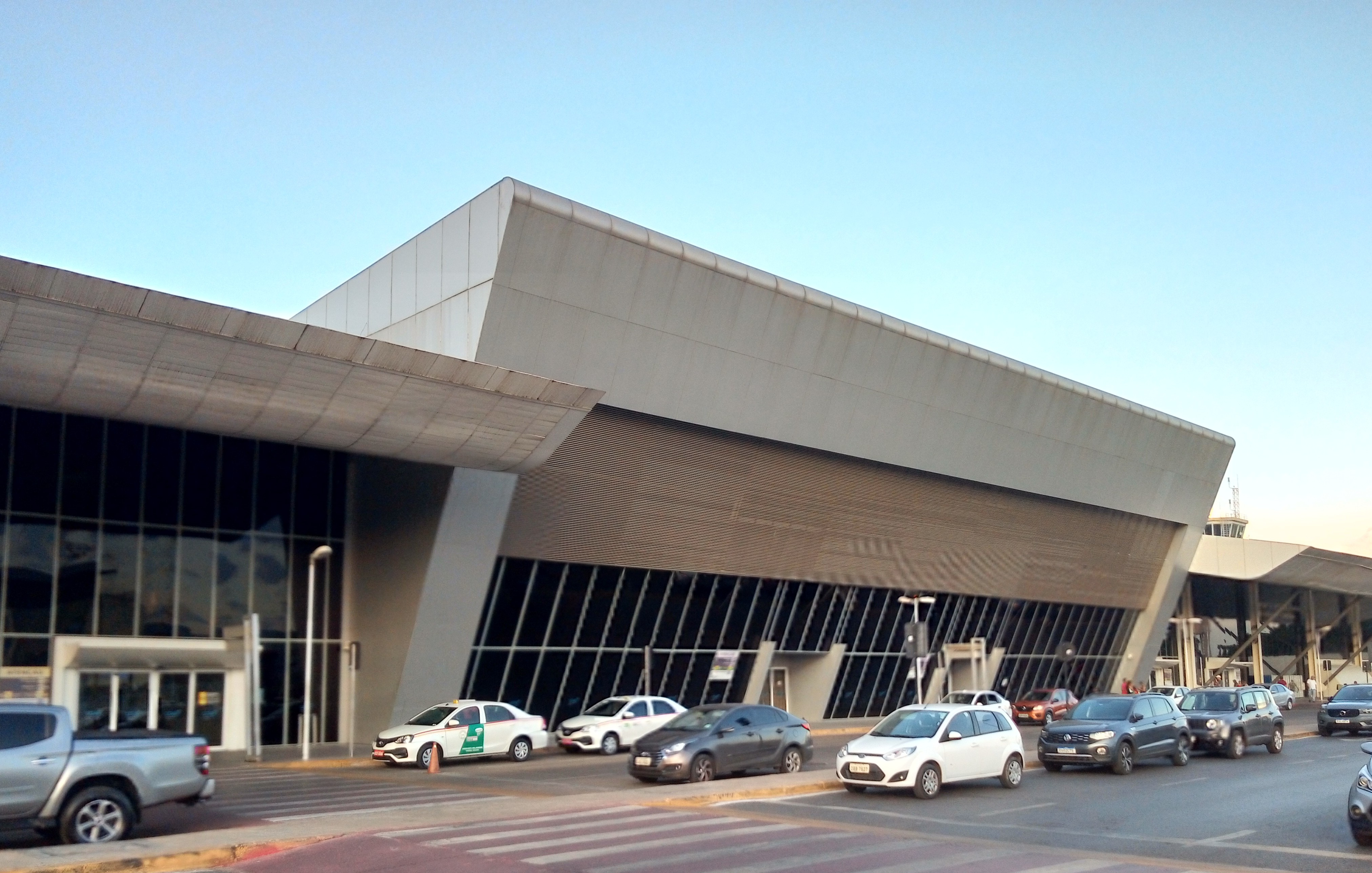
Entrada do Aeroporto Internacional de Cuiabá.

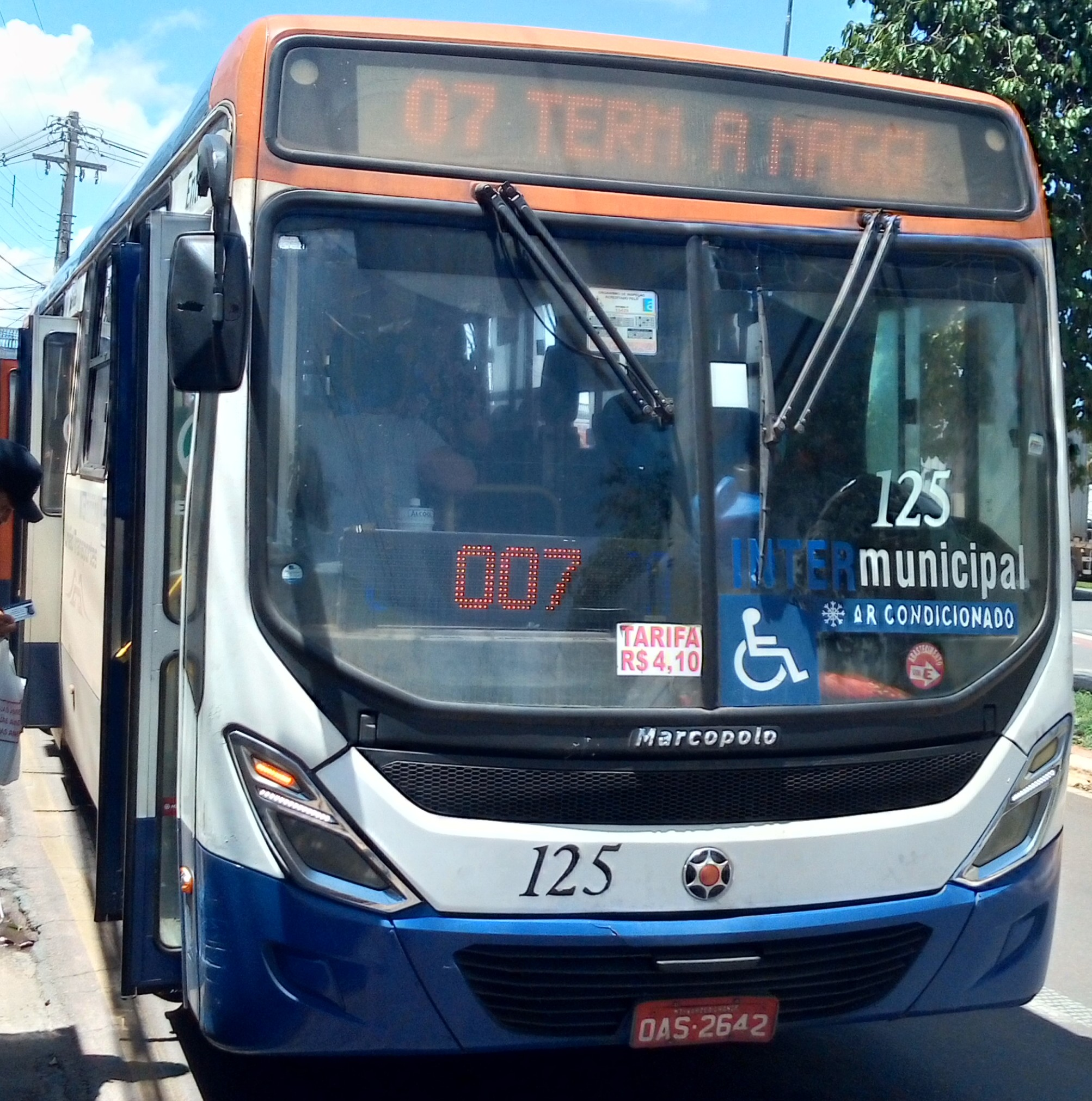
Ônibus do Transporte Intermunicipal.

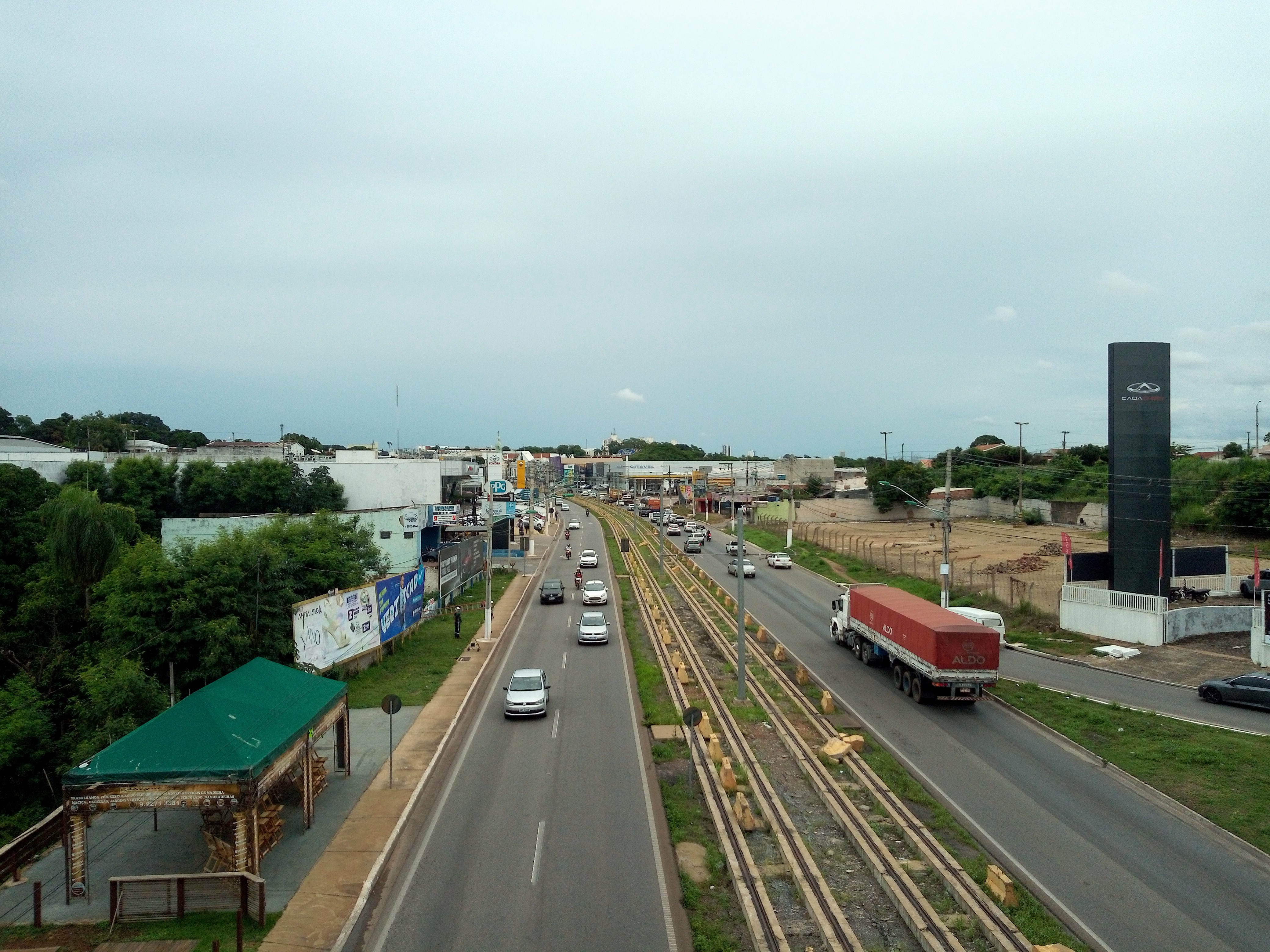
Avenida da FEB, principal via de ligação de Várzea Grande a Cuiabá.

O Aeroporto Internacional de Cuiabá - Marechal Rondon (IATA: CGB, ICAO: SBCY) é o aeroporto mais movimentado de Mato Grosso e o segundo da Região Centro Oeste. Localizado no bairro Jardim Aeroporto, distante 8 km do centro de Cuiabá, atualmente está sob administração da Centro-Oeste Airport (COA). Em anexo ao aeroporto, possui um Terminal de Cargas (TECA) da empresa concessionária, ocupado nas antigas instalações da Vaspex, atualmente ocupa uma área de 5 mil metros quadrados, sendo 1 mil metros quadrados de área de armazenagem, além de equipamentos  como empilhadeiras, plataforma hidráulica, uma linha de rack com balança com capacidade de 6 toneladas e balanças com capacidade para 2,5 toneladas.
No transporte intermunicipal por meio de ônibus o deslocamento até o município de Cuiabá é feito pelo Terminal de Integração André Maggi por meio de 7 itinerários, entre eles estão: 07- à Rodoviária de Cuiabá; 24 - ao Shopping Pantanal; 17 - Universitária, deslocando a universidades de Cuiabá e dentro de Várzea Grande; 55 - ao bairro Coxipó e fora do terminal são 08 - Rodovia Mário Andreazza à Arena Pantanal; 21 - o bairro Unipark ao Centro de Cuiabá; 22 - Cohab Jaime Campos ao centro de Cuiabá, sendo monopolizado pela empresa União Transportes, a concessionária disponibilizava 89 linhas municipal e 92 linhas intermunicipal no ano de 2014  e através do Consórcio Metropolitano de Transporte do Vale do Rio Cuiabá conta com uma linha ao município de Nossa Senhora do Livramento. O transporte terrestre é também realizado por táxis e moto-taxi, sendo considerado serviço de caráter opcional.
Devido à sua proximidade com a capital pelo Rio Cuiabá, Várzea Grande teve como primeiro meio de deslocamento a Cuiabá a Barca Pêndulo, balsa inaugurada em 4 de junho de 1874, atualmente existe 6 pontes que ligam a regiões das duas cidades , sendo a mais antiga é a Ponte Júlio Muller, construída nos anos 40 foi inaugurada em 20 de janeiro de 1942, a Ponte Juscelino Kubitschek inaugurada em 1985, outras são a Ponte Maria Elisa Bocaiúva, a Ponte Sérgio Motta a primeira ponte estaiada construída no estado em 2002, a Ponte Sarita Baracat e a Ponte Mario Andreazza, construída nos anos 90. A cidade é também um dos mais importantes entroncamento rodoviários do estado, entre as rodovias que cruza a cidade são: a Rodovia Mário Andreazza (MT-144), que cruza a cidade no sentido norte a Cuiabá; Rodovia Leôncio Lopes de Miranda (MT-050), importante ligação entre o bairro Costa Verde aos distritos de Bonsucesso e Praia Grande a Rodovia dos Imigrantes; Rodovia Jovino Arruda Campos (MT-351), ligação do distrito de Capão Grande ao distrito de Pirizal em Nossa Senhora do Livramento; Rodovia dos Imigrantes (trechos da BR-163 e a BR-364), atualmente administrado pela empresa Nova Rota do Oeste e a BR-070, importante ligação ao município de Cáceres e com a fronteira com a Bolívia.
Entre as principais entradas da cidade estão o Viaduto Isabel Campos, sendo uma importante ligação entre o Aeroporto Internacional Marechal Rondon a Cuiabá pelo bairro Ponte Nova; A Trincheira Zero Km, localizada no entroncamento das avenidas Prefeito Murilo Domingos e Ulisses Pompeu de Campos e com as avenidas João Ponce de Arruda e Avenida da FEB e as vias de maior tráfego estão a Avenida da FEB, Avenida Filinto Muller, Avenida Júlio Campos, Avenida Prefeito Murilo Domingos, Ulisses Pompeu de Campos, Artur Bernardes e mão única como a Couto Magalhães.  A frota do município no ano de 2020 era de 183 112 veículos, sendo 79 643 automóveis, 5 681 caminhões, 2 263 caminhões trator, 15 265 caminhonetes, 4 472 caminhonetas, 396 micro-ônibus, 50 248 motocicletas, 15 574 motonetas, 698 ônibus, 7 tratores de rodas, 779 utilitários e 7 209 outros tipos de veículos.

## Cultura

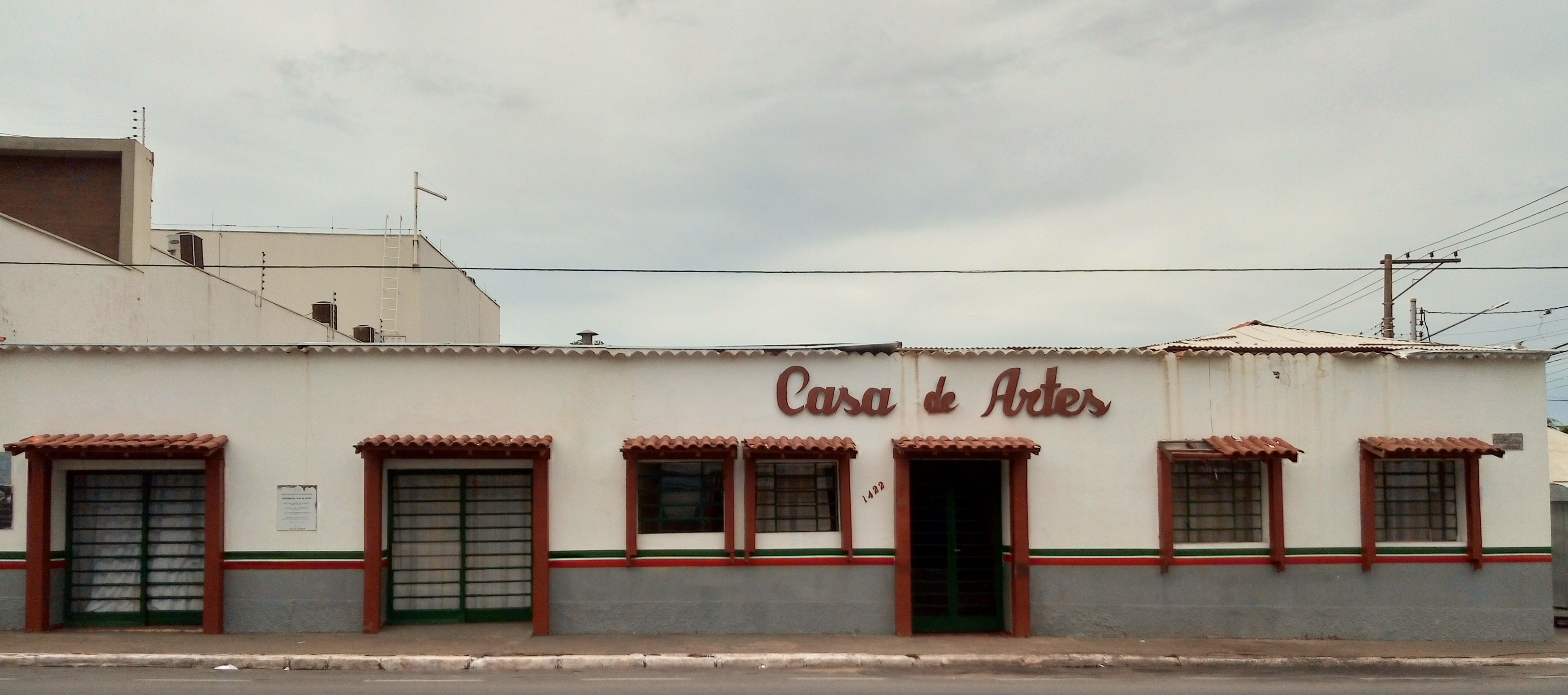
Casa de Arte e Cultura de Várzea Grande.

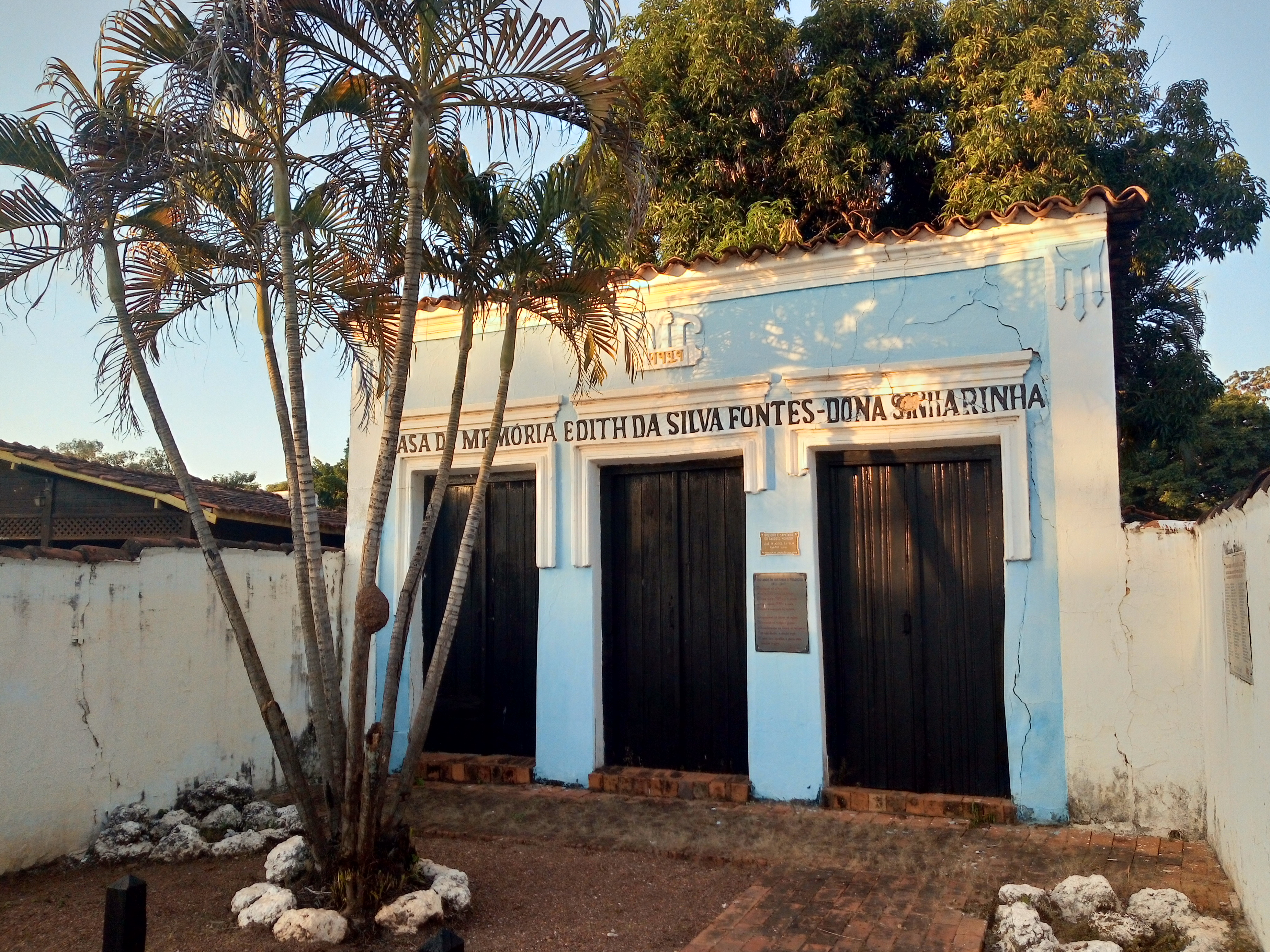
Casa de Memória de Dona Sinharinha.

A responsável pelo setor cultural de Várzea Grande é a Secretaria Municipal de Educação, Cultura, Esporte e Lazer que tem como objetivo planejar e executar a política cultural do município por meio da elaboração de programas, projetos e atividades que visem ao desenvolvimento cultural. Ela foi criada em 2015, dividindo-se em duas secretarias a de Esportes e Lazer e Educação e Cultura, que tem como objetivo aumentar à atenção a área cultural dentro do município. Várzea Grande conta com seis salas de cinema, as salas se encontram no Várzea Grande Shopping e pertencem à rede Cineflix. Quanto aos museus, os mais importantes são: Casa de Arte e Cultura, Ateliê Vitória Basaia, Galeria Mirante das Artes, Centro Cultural Jornalista Paulo Maria Ferreira Leite e a Casa de Memória Dona Sinharinha no distrito de Passagem da Conceição.
Várzea Grande conta com três importantes e bem localizadas bibliotecas são elas a Biblioteca Municipal "Prof.ª Laurinda Coelho Pereira", localizada no bairro Cristo Rei, a Biblioteca "Farol do Saber", localizada no centro da cidade e a  Biblioteca Silva Freire, localizada no Centro Universitário de Várzea Grande numa área de 1 633 metros quadrados é informatizada com rede wireless e dispõe de 102,814 mil obras além de 2 000 arquivo multimédia e está em uso da universidade. 

### Manifestações Culturais

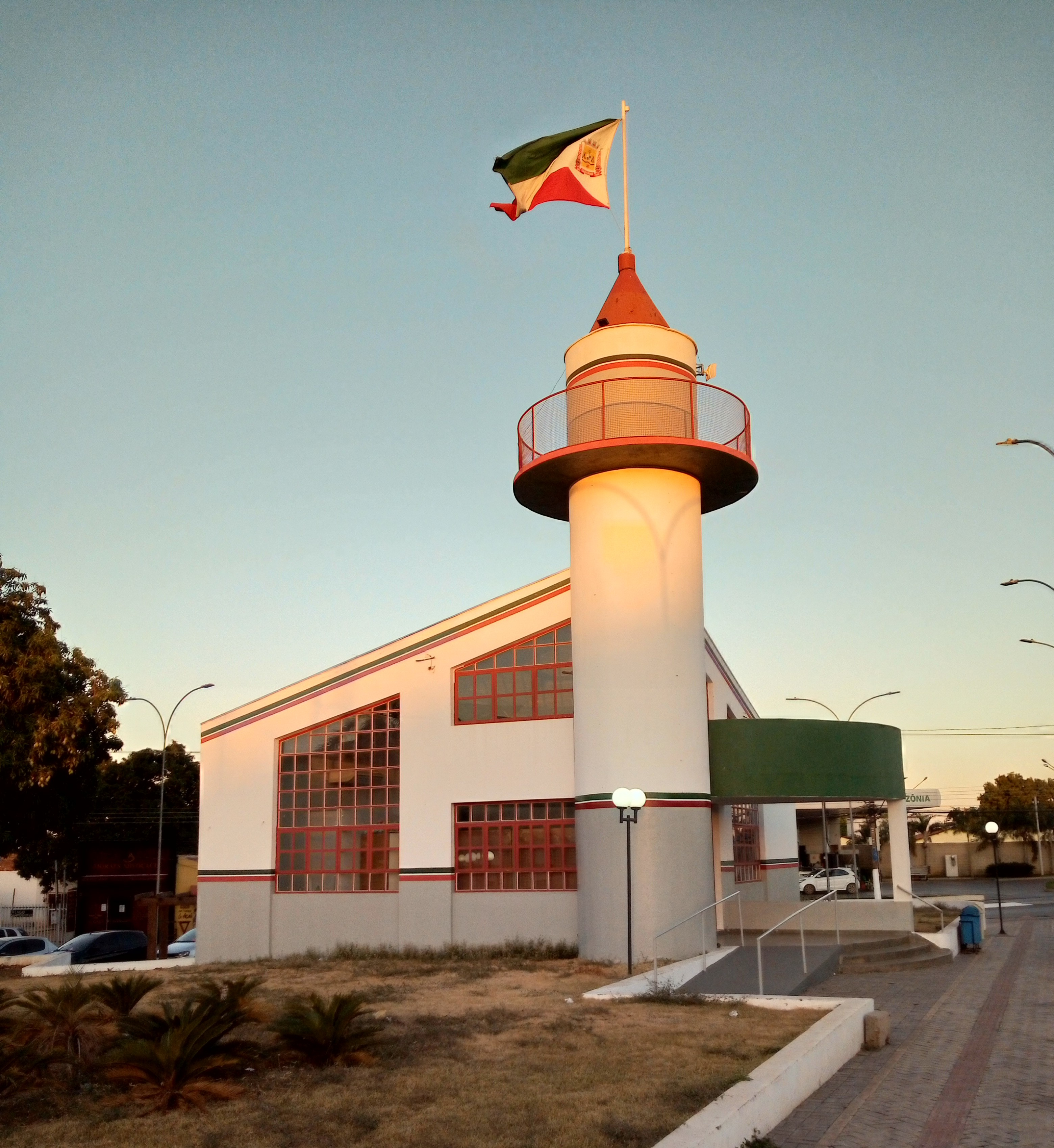
Biblioteca Municipal Farol do Saber.

Entre as manifestações culturais Várzea Grande é destaque por ser o berço da musicalidade no estado, no ano de 1870, após a Guerra do Paraguai surgiu o ritmo musical que tornou símbolo da cultura em Mato Grosso, o Rasqueado (uma mistura de siriri mato-grossense e polca paraguaia), criado por refugiados e prisioneiros paraguaios com a retomada de Corumbá, começaram a integrar o convívio cotidiano. Um outro ritmo de destaque é o Lambadão, surgido nos anos 90 na periferia de Cuiabá, o ritmo é tocado em bairros da cidade. Outra importante manifestação cultural dentro do município é a confecção das "redes várzea-grandense", redes de descanso feita manualmente, atualmente são 40 "redeiras" que diariamente se dedicam a fabricação, entre os maiores polos estão o distrito de Limpo Grande, distante a 23 km do centro da cidade. Apesar do município não portar um teatro
Várzea Grande tem destacados grupos teatrais como a Companhia Vostraz de Teatro.
O município conta com poucos espaços dedicados à realização de eventos culturais. A Casa de Arte e Cultura é um importante espaço tanto para a cidade e ao estado, cujo objetivo é expor em locais públicos os produtos confeccionados por artistas locais, divulgar e fomentar a cultura. 
Atualmente com aproximadamente 182 artesãos cadastrados para comercializarem seus artesanatos no local, a Casa de Arte e Cultura possuí 2 pontos fixos de comercialização no Várzea Grande Shopping e outro na Prefeitura da cidade.

### Marcos e atrativos

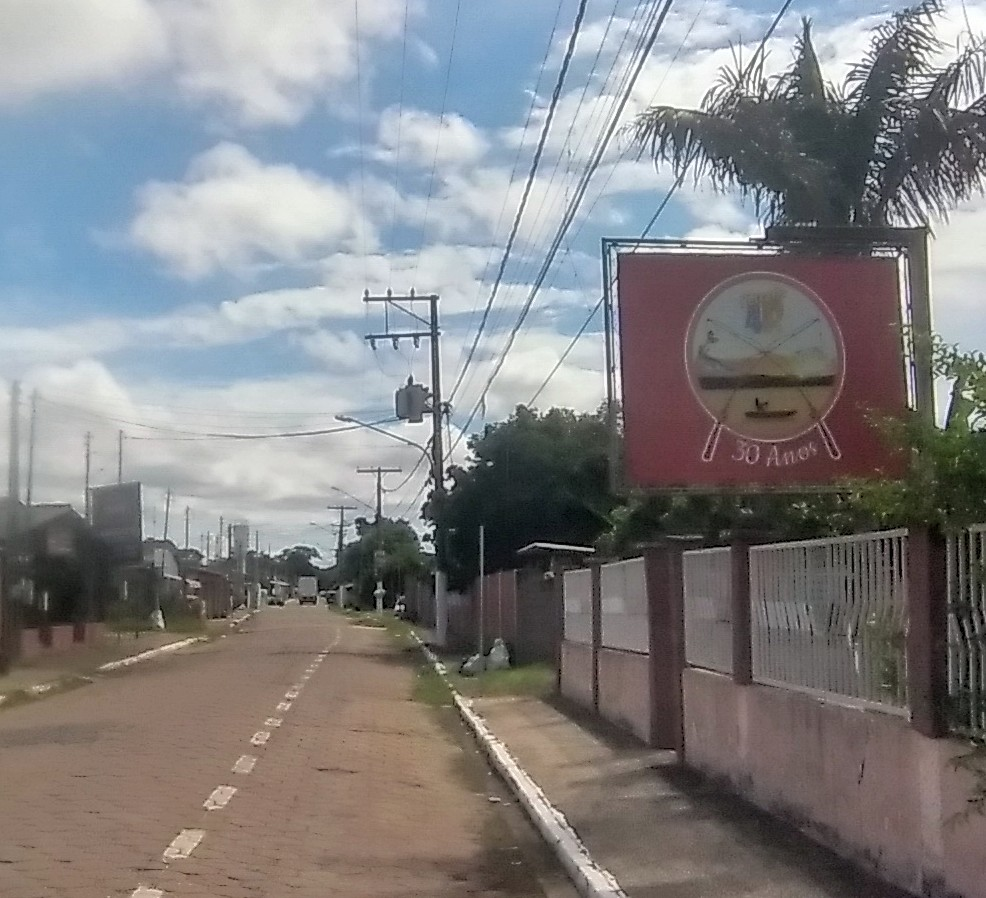
Peixarias da Rota do Peixe no distrito de Bonsucesso.

Várzea Grande faz parte da Rota do Peixe do Vale do Rio Cuiabá, criada pela lei n° 426 de 30 de agosto de 2016, com o objetivo de potencializar a gastronomia regional e do ecoturismo, impulsionando a produção artesanal e industrial da cadeia do peixe das cidades integrantes. Segundo o Mapa do Turismo em 2015 o município, juntamente com outras 77 cidades mato-grossenses é classificado na categoria hierárquica "B" de uma escala que vai de "A" para os melhores municípios avaliados em quesitos de desenvolvimento econômico, estabelecimentos no setor de hospedagem e fluxo de turistas a "E" para os piores.
Entre os principais atrativos turísticos do município estão as diversas peixarias, engenhos de rapadura e docerias existentes em Bonsucesso, com destaque a Rota do Peixe, conjunto de peixarias localizada na principal avenida do distrito, entre os  engenhos existentes destacam os de Dona Buguela e do Senhor Neco e docerias como da Dona Gute. No distrito de Passagem da Conceição estão o trecho mais encachoeirado da cidade e também com destaque a Igreja de Nossa Senhora da Conceição, construída em 1910 e muito tempo depois tombada como patrimônio histórico do município e a Casa de Memória Dona Sinharinha, onde reúne um grande acervo que acerca sobre a história da localidade.

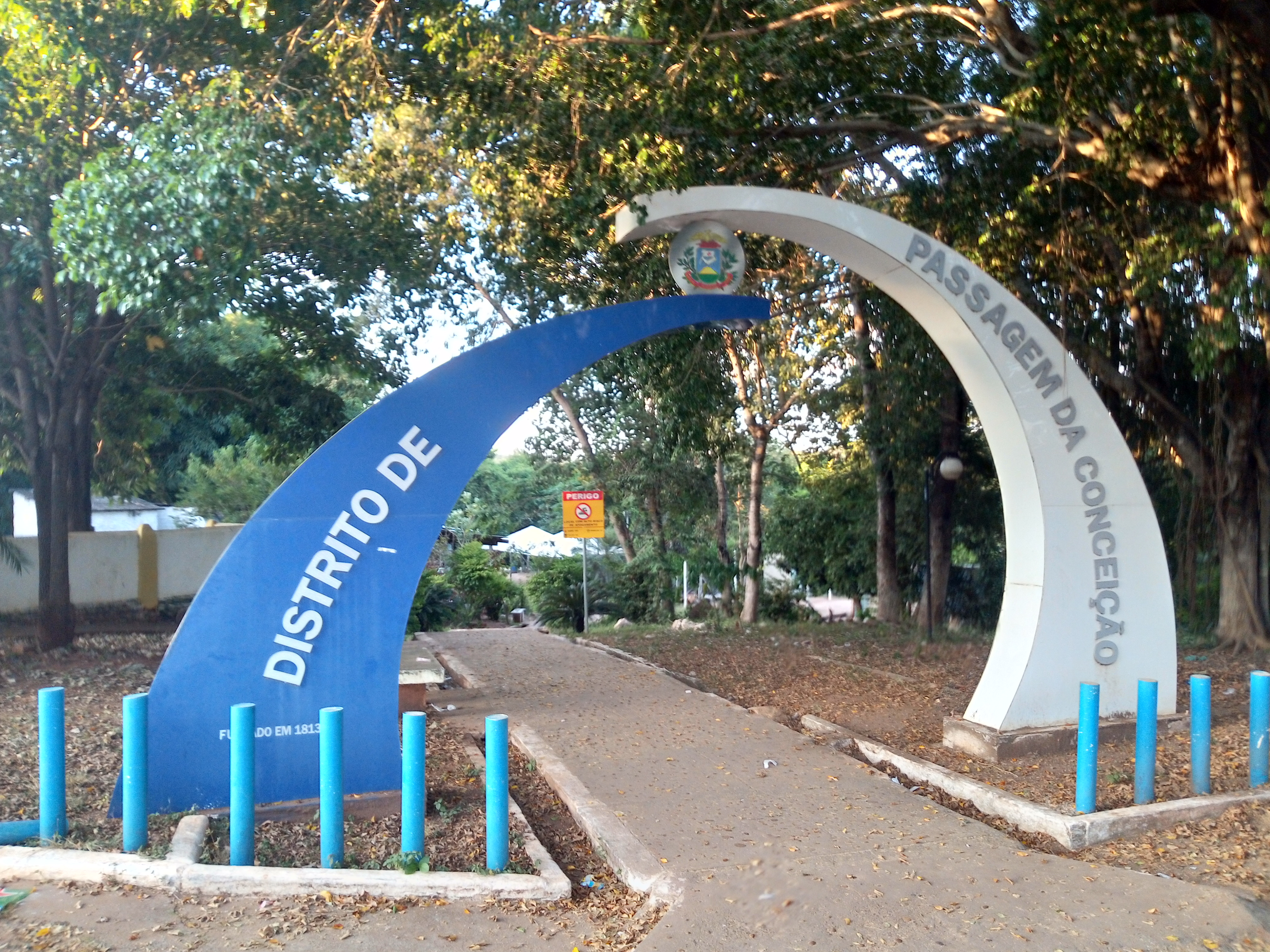
Passagem da Conceição.

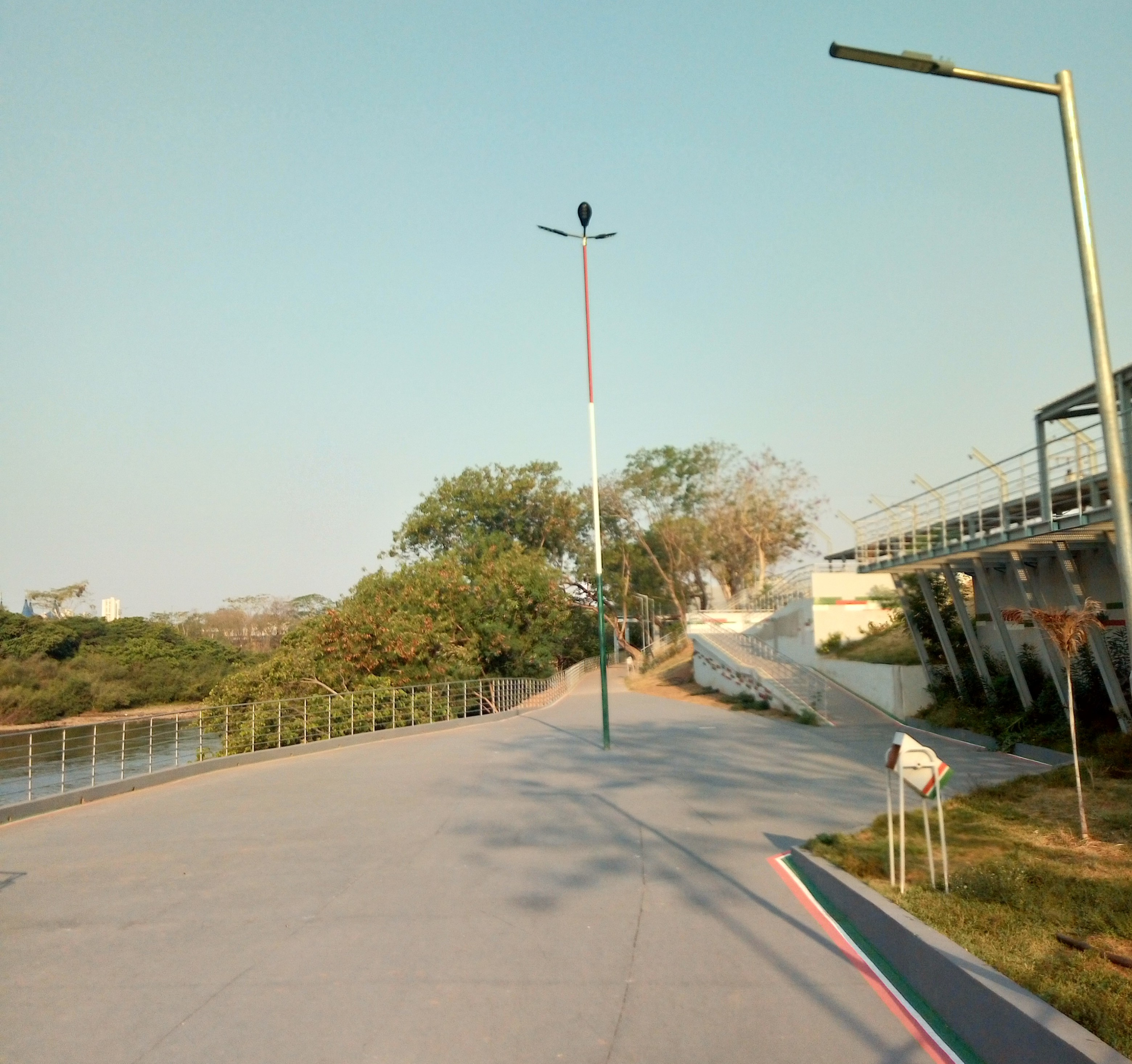
Orla da Alameda Júlio Muller.

A zona urbana também concentra  importantes equipamentos de lazer que atraem frequentadores de outras cidades. A Casa de Arte e Cultura, localizada no centro da cidade, é aberta a visitação tais como a comercialização de artesanato de artistas locais. O Parque Tanque do Fancho é o mais antigo parque da cidade, está localizado próximo a prefeitura e conta com playground, pista para caminhadas e equipamentos, inaugurado em 2010, atualmente conta com 4, 700 metros quadrados de área verde. O Parque Flor do Ipê, no bairro bairro Flor  Ypê, reúne trilhas suspensas, animais silvestres como tamanduás mirim, macacos e esquilos, suas árvores contém placas com o seu nome popular e científico. Com 700 metros de extensão a Orla da Alameda Júlio Muller está localizada no bairro Alameda, tendo seu início na Avenida da FEB e segue até a Rua Sebastião dos Anjos, conta com lanchonetes, escadas, rampas de acesso, parque infantil, pista de caminhada, mirante e o Centro Cultural Jornalista Paulo Maria Ferreira Leite com auditório para 200 pessoas, sala de exposição, bilheteria, além de área externa para eventos.
Dentre os marcos já mencionados, cabem ser destacados aqueles tombados como patrimônios culturais de Várzea Grande. Além da Igreja de Nossa Senhora de Conceição, detalhado anteriormente, são exemplos de bens tombados pelo município: a Caixa D'água da Filinto Müller, foi construída em 17 de Outubro de 1952 pelo então prefeito Júlio Domingos de Campos, sendo um marco ao saneamento da cidade, pois antes desse período a população carregava água em poços e cacimbas; a Igreja de Nossa Senhora da Guia,  construída em 1892 por Elesbão Pinto e Sebastião dos Anjos em homenagem a padroeira do povoado (hoje o município), a igreja teve suas obras iniciadas por moradores vindo de regiões como a Guarita e Passagem da Conceição, sua imagem foi trazida por imigrantes portugueses aos habitantes do povoado, que muito tempo depois passou a realizar a Festa de Nossa Senhora da Guia em homenagem a santa, sendo atualmente a segunda festa mais popular do estado.

### Esportes

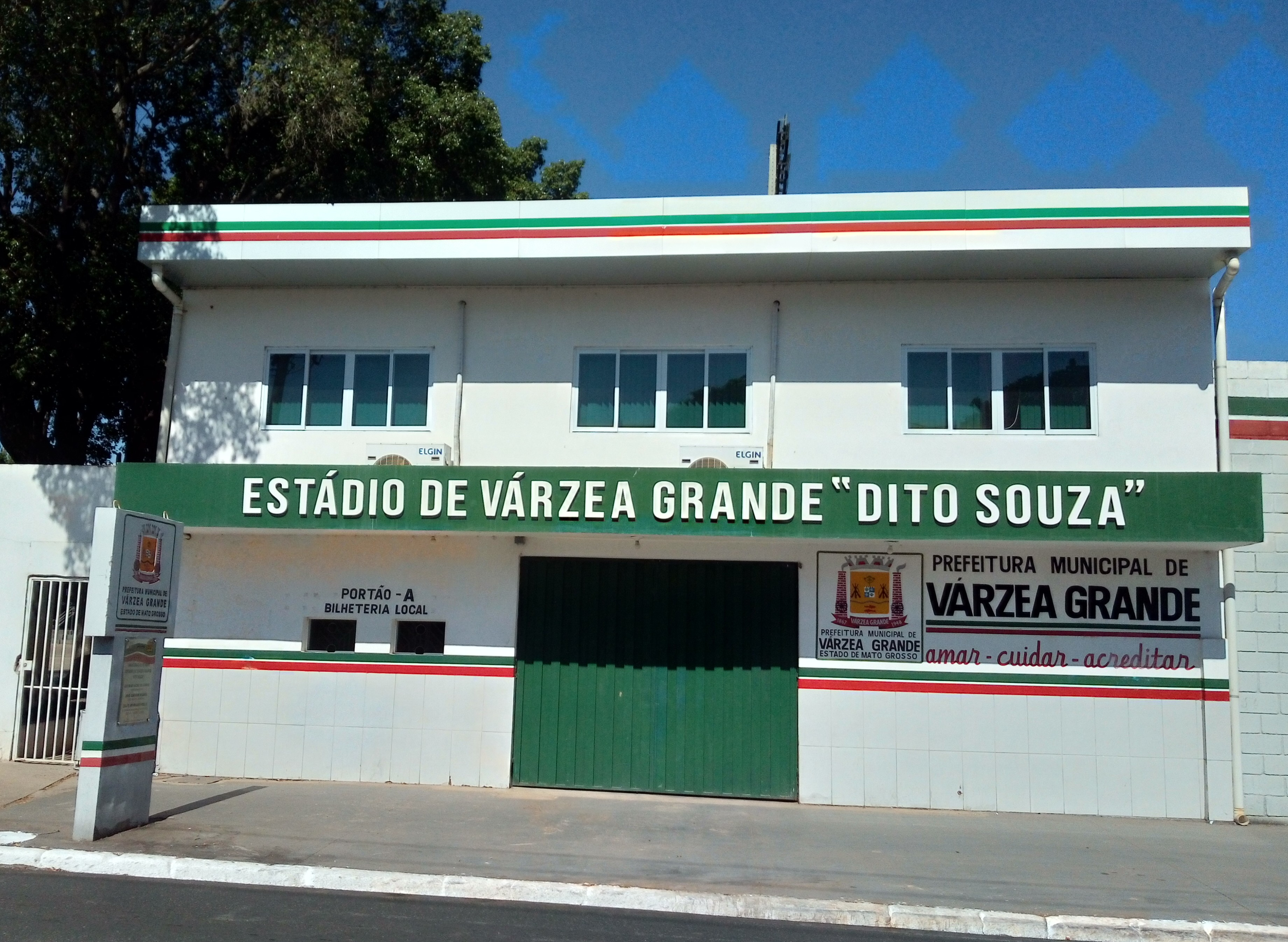
Estádio Dito Souza

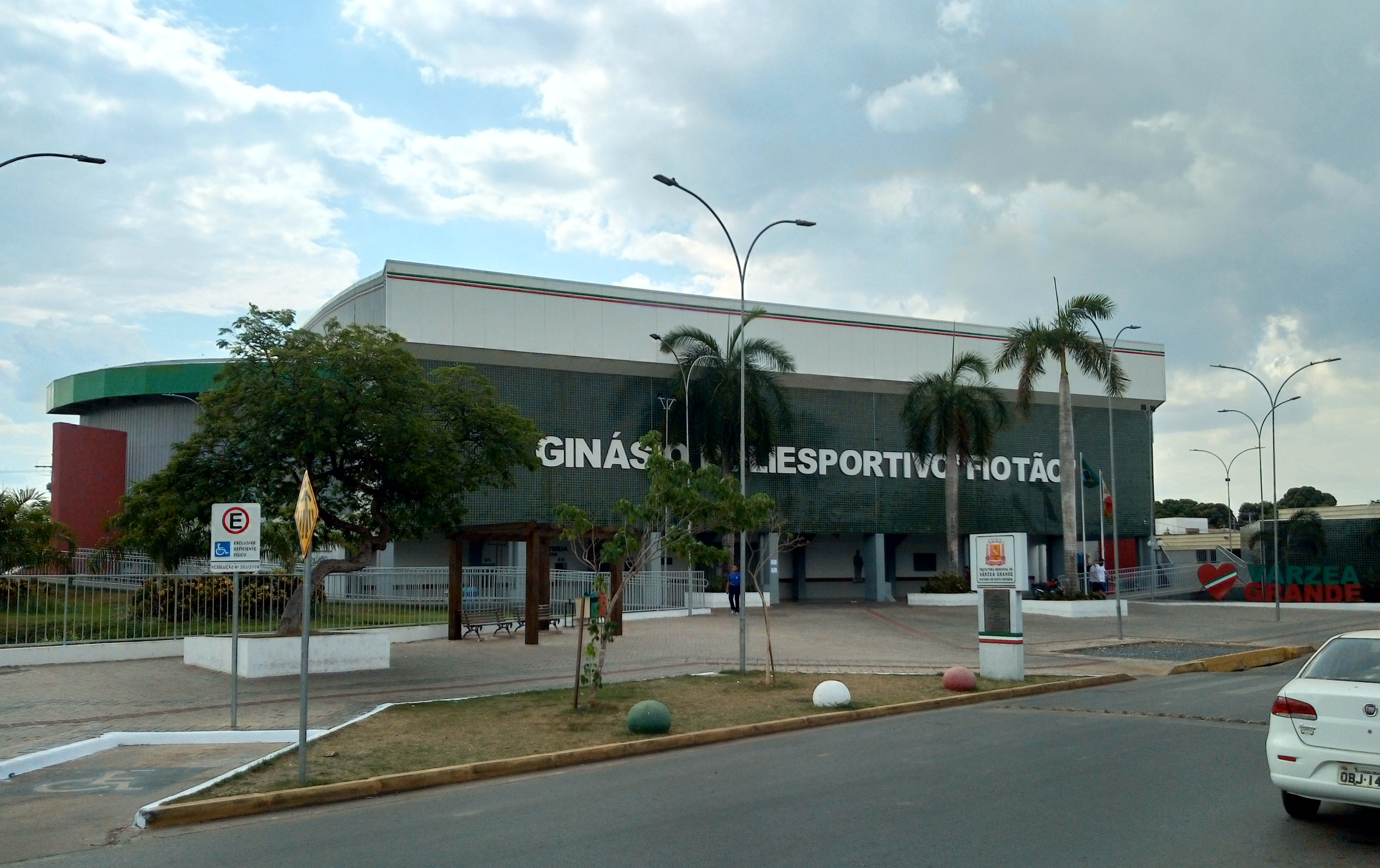
Ginásio Júlio Domingos de Campos, popular Fiotão

Várzea Grande é sede de dois clubes de futebol reconhecido  regionalmente: Clube Esportivo Operário Várzea-Grandense fundado em 1º de maio de 1949 pelo jornalista e empresário Rubens dos Santos e tendo a alcunha de "Chicote da Fronteira" detém 13 títulos do Campeonato Mato-Grossense de Futebol e rivaliza com  o "Mixto Esporte Clube" de Cuiabá o duelo "Clássico dos Milhões", partida que é considerada uma das maiores e mais tradicionais do estado, que ocorre desde os anos 60 e o Operário Futebol Clube fundado em 2002 por José Maria Fratuchelli e Carlos Catisto, homônimo ao mais antigo. O futebol feminino também vem se destacando, ainda que de forma amadora.
O município conta com o Estádio Municipal Vereador Benedito Laurindo de Souza, mais conhecido como "Dito Souza" e possui 13 miniestádios, 10 campos de futebol, 1 centro de iniciação ao esporte e concentra o Ginásio Júlio Domingos de Campos, popular "Fiotão" localizado na região central.  A cidade é servida pelo Kartódromo Municipal de Várzea Grande, localizado no bairro Canelas. Em 2012 foi iniciada as obras do COT Rubens dos Santos para Copa do Mundo em 2014 e não foram concluída seria o primeiro estádio da cidade.
Em Várzea Grande é realizada importantes eventos desportivos como a Corrida de Reis que é organizada desde 1985 pela TV Centro América e seu percurso de 10 km entre a Ponte Sérgio Motta no bairro Cristo Rei até a avenida Avenida Rubens de Mendonça em Cuiabá e a VG Run que ocorre no dia 14 de maio é organizada pela Mais Comunicação e Marketing, tendo o seu percurso divido entre 5 e 10 km no distrito de Passagem da Conceição.  É realizada no município os Jogos Escolares Estudantis, competição realizada anualmente para envolver estudantes de 41 escolas pública com diversas modalidades esportivas. A cidade também revelou para âmbito nacional e mundial atletas como o ex-jogador de futebol Beto Cuiabano com passagens em grandes times do Brasil e exterior sendo campeão brasileiro, carioca e com passagens pela seleção. O campeão mundial de Hapikdo Fischer Untar. O ex-jogador de voleibol Everton Fagundes "boi" com passagens em grandes equipes de vôlei no Brasil e no exterior e na Seleção Brasileira.

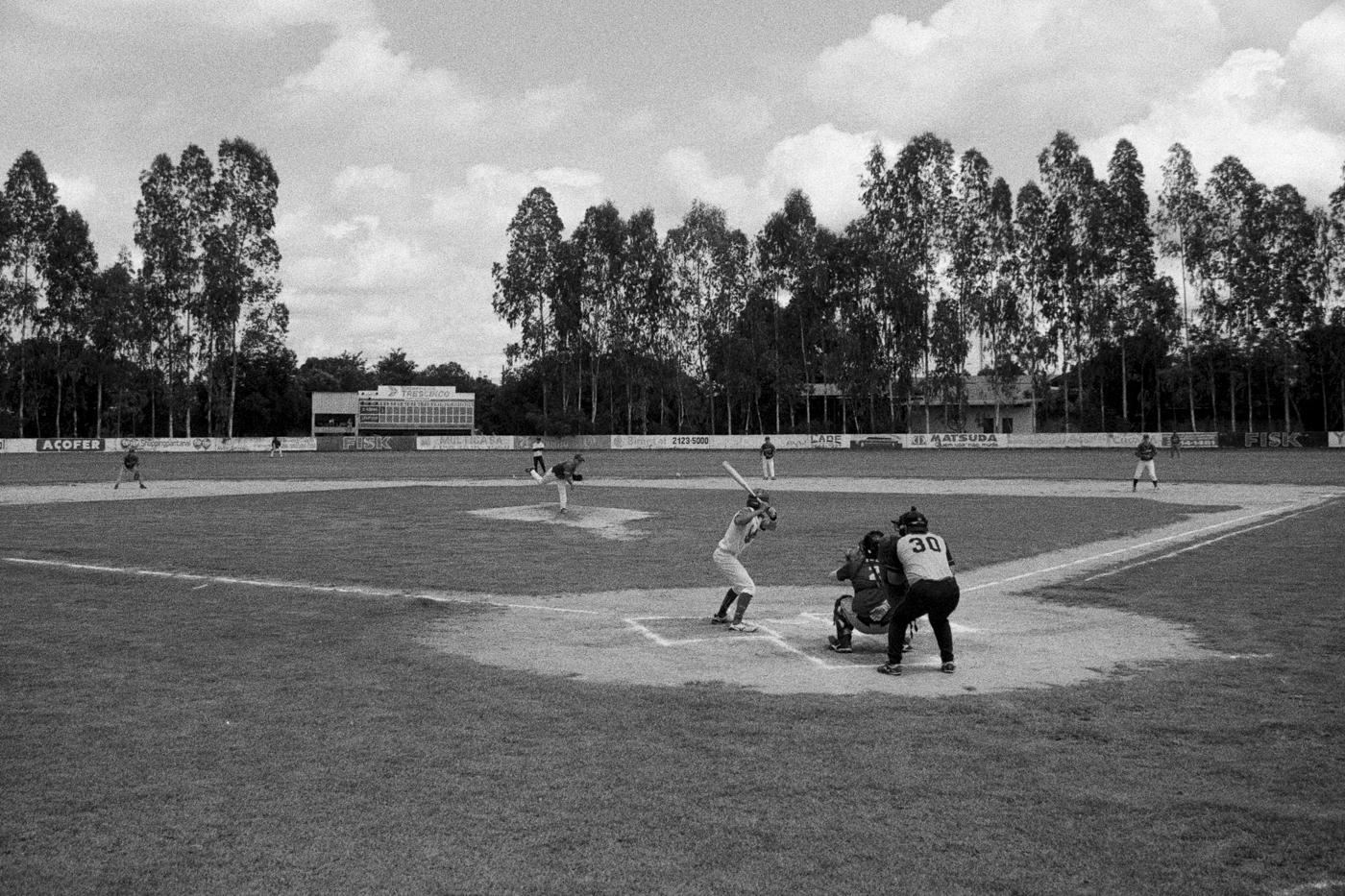
Campo de baseball da Associação Nipo-Brasileira.

No Basebol se faz presente equipes de destaque estadual sendo eles o Várzea Grande Dragons campeão da 3º etapa estadual da modalidade em 2015 e o Várzea Grande Spartans, o município conta com o "Campo dos Sonhos", arena reservada  para pratica do esporte sendo de propriedade da Associação Nipo-Brasileira. A cidade é destaque no Handebol e Futsal sendo vice-campeão no ano de 2013, nos Jogos Abertos Mato-grossense em Primavera do Leste. O futebol americano da cidade é representado pela equipe Várzea Grande Sabertooth na modalidade flag desde 2012.  O futebol amador é presente com aproximadamente 96 equipes, sendo representadas por 14 ligas e 3 departamentos que são responsáveis pela profissionalização e organização de torneios e eventos pelo município.

### Feriados
Além dos feriados nacionais 1 de janeiro (Confraternização Universal), 21 de abril (Tiradentes), 1 de maio (Dia do Trabalho), 7 de setembro (Independência do Brasil), 12 de outubro (Nossa Senhora Aparecida), 2 de novembro (Finados), 15 de novembro (Proclamação da República) e 25 de dezembro (Natal) e estadual 20 de novembro (Consciência Negra), Várzea Grande celebra feriados municipais nos dias 8 de dezembro  (Imaculada Conceição) e 15 de maio (fundação da cidade). O município começou a comemorar a sua data de fundação como feriado municipal, a partir do decreto de lei municipal nº 255 de 1964 e sancionada pelo então prefeito Napoleão Jose da Costa, por sugestão da professora e sua secretaria Sarita Baracat.